# Paracotos
Paracotos, originalmente llamado Paragotos  y Pueblo de San Juan Evangelista de la Guayra de Paracotos, es un pueblo y parroquia civil de Venezuela situado en el municipio Bolivariano Guaicaipuro, Estado Miranda. De acuerdo a su etimología, su nombre tiene origen en la lengua caribe donde la voz gotos es una declinación a la que se anteponía una característica para denotar tribus, a su vez goto significa gente, hombre, pueblo o nación y para significa agua, por lo que Paragotos sería como 'los hombres agua'. El obispo Mariano Martí, en su visita al pueblo en 1783, refiere que el nombre es dado por la quebrada llamada Paragotos (hoy quebrada Maitana) de la que los indígenas obtenían alimento y protección.

## Ubicación

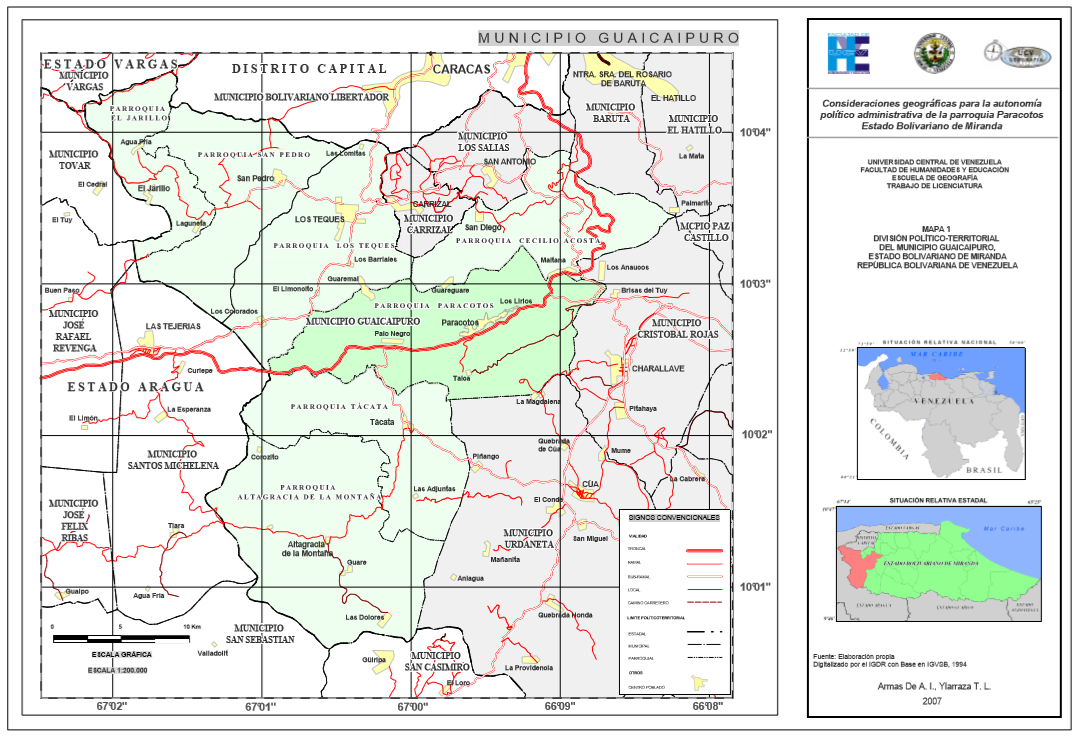
MAPA 1 DIVISIÓN POLÍTICO-TERRITORIAL DEL MUNICIPIO BOLIVARIANO GUAICAIPURO

La parroquia Paracotos se sitúa en el Centro-Norte de Venezuela y conforma conjuntamente con las parroquias Tácata, Altagracia de La Montaña , Los Teques, Cecilio Acosta, San Pedro y El Jarillo el territorio del municipio Guaicaipuro del estado Bolivariano de Miranda, formando un rectángulo delimitado aproximadamente por los paralelos 10° y 10°   de latitud Norte y por los meridianos de longitud Oeste 66° y 67°  (Mapa 1). La misma se encuentra encerrada por ramales de  del Interior en su sección central y está constituida por un paisaje irregular formado por montañas y colinas cortadas por una serie de valles intramontanos estrechos e interconectados, cubriendo una superficie aproximada de ciento cincuenta y ocho kilómetros cuadrados (157,4 km²)(Mapa 2).

La entidad local se encuentra ubicada en el extremo occidental del Estado Bolivariano de Miranda, específicamente en el centro geográfico del Municipio Guaicaipuro, y es la segunda parroquia en extensión, después de Altagracia de , con el 19,4 % de la superficie total del municipio. Esta limitada por las parroquias Los Teques y Cecilio Acosta al noroeste y Noreste respectivamente, Las Brisas y Charallave del Municipio Cristóbal Rojas al este, Cúa del Municipio Urdaneta al sureste, ambos pertenecientes a del Tuy, Tácata al Suroeste, y con la parroquia Los Teques al Oeste (Mapa  1). 

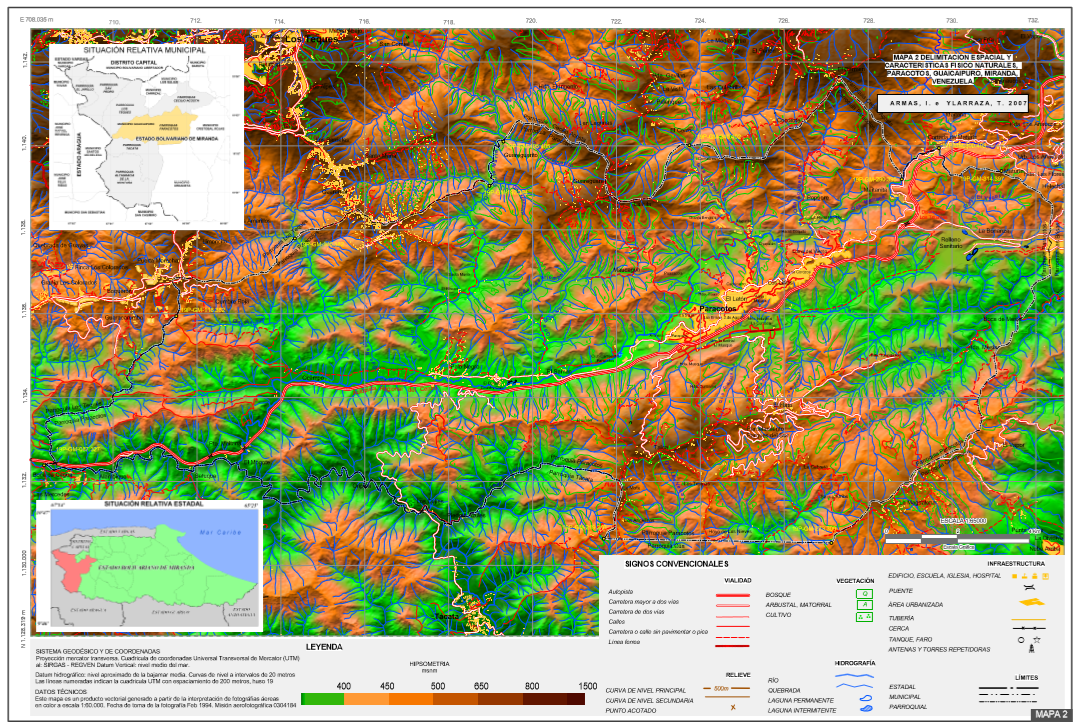
MAPA 2 DELIMITACIÓN ESPACIAL Y CARACTERÍSTICAS FÍSICO NATURALES, PARACOTOS, GUAICAIPURO, MIRANDA, VENEZUELA

En su emplazamiento pueden distinguirse tres (3) variedades de paisajes: un sector montañoso, uno de piedemonte y uno de valles y estrechas planicies coluvio-aluviales de menor extensión territorial. El sector montañoso, representado por un conjunto de montañas de  del Interior Central, es el de mayor superficie y se extiende por toda , en dirección predominante Oeste-Este, por lo cual sus vertientes dominan hacia el Norte y Sur con pocas excepciones locales. El sector de piedemonte, presenta un relieve dominado por colinas y cerros bajos de pendiente generalmente moderada y una litología caracterizada por inestabilidad estructural. En este sector esta emplazada la mayor parte de la población residente de  (88,7%). Por su parte, el sector menos extenso de  es el correspondiente a los valles intramontanos, que escasamente sobrepasan los doscientos (200) metros de ancho, y están ubicados principalmente en las estrechas planicies aluviales de las quebradas Maitana, Santa María-Palo Negro y Paracotos (Mapas 2 y 3).
Por último, el acceso en  sólo es posible por vía terrestre. Las vías de acceso más importantes que sirven de conexión al área de estudio con el resto del país son  1 y las carreteras Locales 6 y 11, e internamente tiene una extensa red de vías, ramales y sub-ramales en su mayoría, que la interconectan con las vías principales.

## Historia
Una vez muertos los supuestos caciques principales del territorio que se conoce actualmente como la Parroquia Paracotos, Parayauta y Cotos, las tribus de origen caribeño, específicamente de la parcialidad Teques, que antes estaban en guerra, establecieron la paz en la región y se confinaron en un lugar conocido como la Guayra, emplazado en el valle de la quebrada que los aborígenes denominaban “Paragotos”

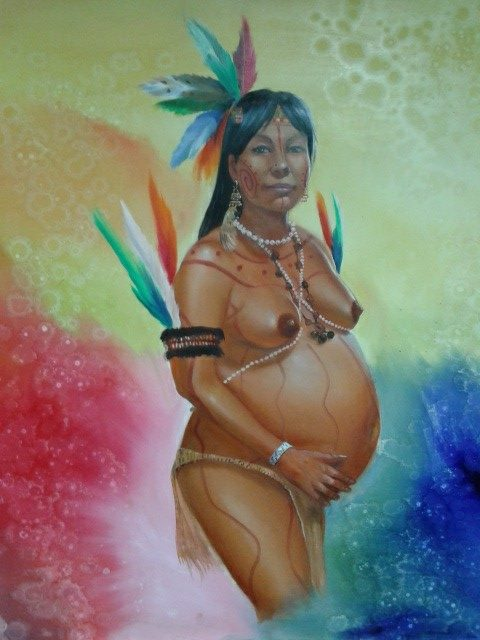
Mujer indígena, habitantes originarios de Paracotos

Tras tiempos inmemorables, después de sellada la paz entre las parcialidades aborígenes en conflicto, la paz que se vivió en el lugar, habitados por indios Paragotos, Charagotos, Popures, Maitanos Arbacos y Quiriquires principalmente, quedó interrumpida por la violencia que impondrían a su paso las huestes conquistadoras de los españoles, quienes inician una brutal y humillante desarticulación y exterminio de las comunidades aborígenes radicadas en estos territorios
Pese al relato anterior, que parece tener sentido y se especula entre cronistas y estudiosos de la historia de Paracotos como uno de los más acertados, existen pocas evidencias que confirmen estos acontecimientos, y solo se cuenta con algunos documentos históricos provenientes de las denominadas “encomiendas” españolas
Entre los documentos sobre las encomiendas para el área de Paracotos en  de Caracas, destacan las de Francisco Infante y Francisco Tostado de  entre el 6 y 7 de abril del año 1600, como las más antiguas de que se tenga registro para la zona citada. Ambas encomiendas eran responsables ante un “indio principal” llamado Apiate y su tribu, población nativa, según reza el documento, que habitaba un sitio ubicado en la “quebrada de La Guayra ” (hoy quebrada Paracotos)
Para finales del año 1660, se tienen registros de que comunidades aborígenes ocupaban  de Taica (en la parte Sur de ), por lo cual las autoridades conquistadoras decidieron agrupar en encomiendas aquellas comunidades, las cuales denominaban “Quiriquires” 
Tras varias décadas de intentar sin éxito, para el año 1670, las comunidades aborígenes paracoteñas quedaron sometidas a los conquistadores. Así, hasta los inicios de Emancipación Nacional,  fue traspasada de generación en generación entre los principales de la comunidad española residente en el país

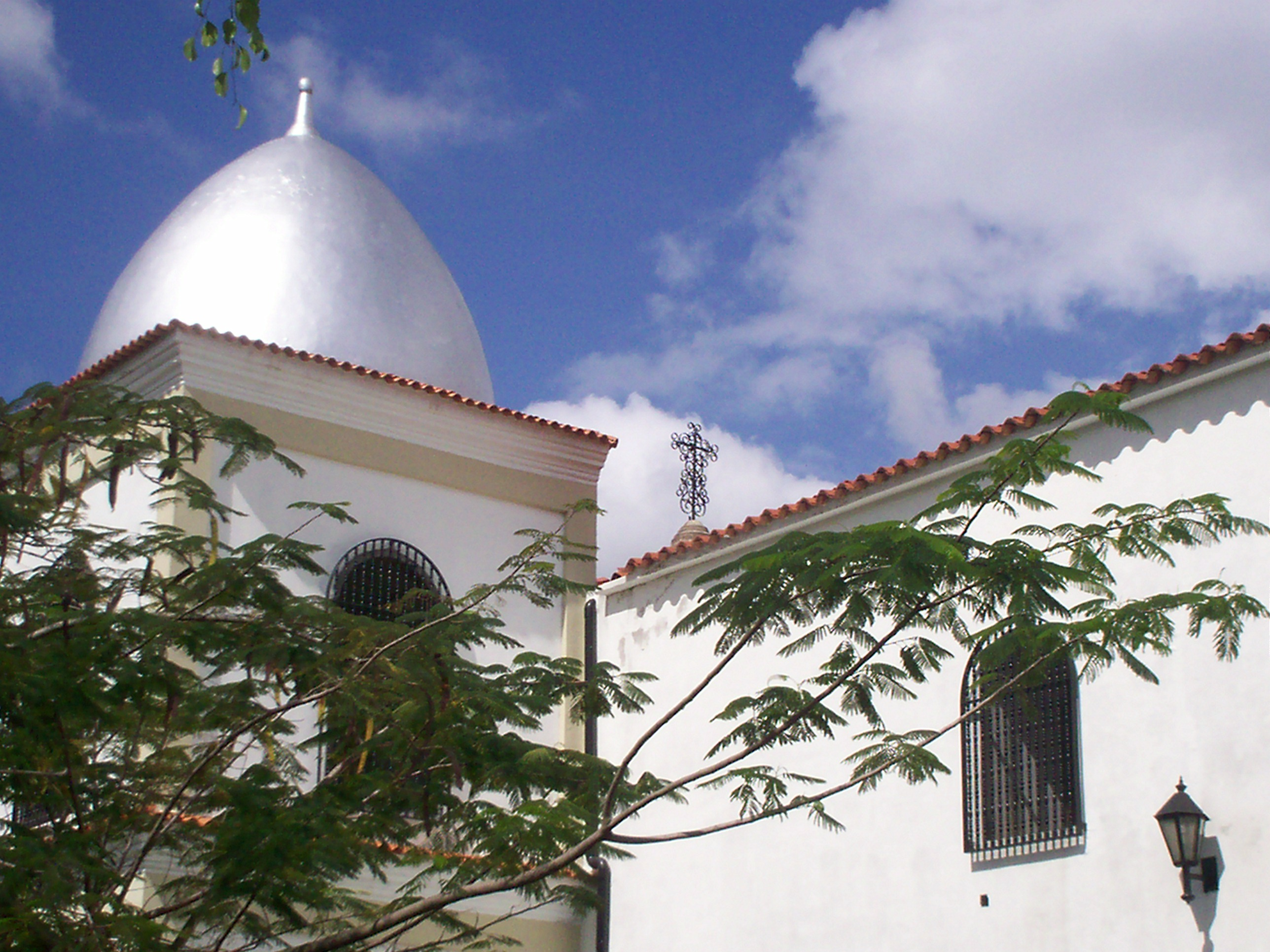
Cúpula de la Iglesia Nuestra Señora del Carmen de Paracotos

Tres años más tarde, según registros de , el día 5 de marzo de 1673 aparece o se redacta el primer escrito sobre Paracotos, lo cual refiere que su origen es muy anterior a la fecha descrita. Sin embargo, la fecha anterior es tomada como la fundación de la localidad de Paracotos, capital de la parroquia homónima, pese a que existen documentos anteriores que señalan que la zona estaba habitada por comunidades aborígenes.
Por otra parte, la primera demarcación de los límites territoriales de Paracotos, de que se tenga registro ocurrió en el año 1761, como respuesta a una disputa entre las comunidades del vecino Charallave y Paracotos sobre la posesión de unas tierras en el área de la quebrada Mesia (Mapas 2 y 4). Según Castillo Lara (1994: 26) la disputa surge al momento en que Antonio González, vecino de San Antonio de los Altos, solicita en 1715 ante las autoridades de la época, unas tierras ubicadas en “jurisdicción de Paracotos”, con lo cual se originó una oposición de las comunidades del pueblo de Charallave, ya que la petición hecha por González afectaba el aprovechamiento que ellos hacían de las aguas de la quebrada Mesia. De esta manera, el territorio de Paracotos quedó comprendido en los siguientes límites: “…de Norte a Sur, desde  de Guareguare hasta el sitio de Las Tinajas, camino de Tácata, de Este a Oeste, desde el sitio del desparramadero hasta el sitio de Chacao, camino que va del Tuy arriba” (Mapa 2).

#### Paracotos en la Época de Emancipación Nacional y la Era Republicana
Durante los años de  de Emancipación Nacional, no se dispone de registros históricos que indiquen que los pobladores de la región de Paracotos hayan participado directamente en ella, está afirmación, entre otras razones se debe a los resultados de una revisión de las variables demográficas del área para la época citada.

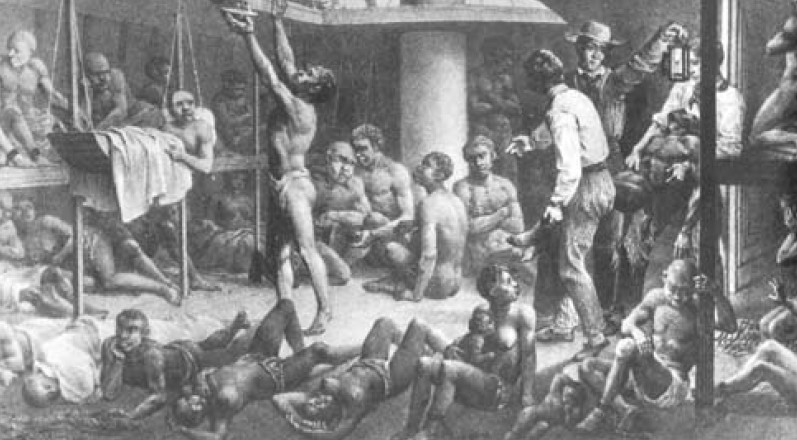
Esclavos

Así por ejemplo, Paracotos tenía para 1811 (inicio de ) la cantidad de 617 hombres, discriminados de la siguiente forma: 210 blancos, 100 pardos, 166 indios, 34 negros libres y 107 esclavos
En contraste una vez finalizada (1821) se nota que la población de hombres registraba un considerable incremento con respecto a la existente en 1811. Según la matrícula que levantó el Padre Jacinto Dionisio Pérez, párroco de Paracotos para la época, la población masculina ascendía a un total de 2.723 personas integradas de la siguiente forma: 628 blancos, 1.438 pardos, 578 indios, 4 negros libres y 75 negros esclavos. El único descenso que se observa en la población es la negra, que pasó de tan sólo 79 individuos
Después de los sucesos de  de Emancipación y las sucesivas guerras internas por la pugna del poder que ostentaban los caudillos y la oligarquía criolla, Paracotos pasa a conformar una de las dieciséis (16) parroquias que integran el cantón Caracas desde 1830 hasta el año 1853. A partir de esta fecha Paracotos queda adscrito al distrito Guaicaipuro, luego que la autonomía municipal se hace realidad en el pueblo de Los Teques
Como parroquia foránea del cantón Caracas, Paracotos quedó dependiendo política y económicamente de las decisiones que se tomaban en la capital, entre 1830 y 1853. Pese a existir mecanismos legales que le permitían a los vecinos participar de los asuntos de su localidad, la participación ciudadana por lo general, era supeditada a la voluntad de las autoridades que jefaturaban la provincia de Caracas
La carencia de autonomía política y administrativa, invalidaba entonces los esfuerzos de los vecinos que eran investidos de autoridad cada año en el pueblo de Paracotos. La actuación de sus jueces, síndicos, y comisarios, por lo general quedaba frustrada ante la dilación y no poca negligencia de los políticos que gobernaban desde Caracas todos estos vastos territorios
Bajo la jurisdicción del distrito Guaicaipuro, a partir de 1853, la situación citada no evidencia cambios notables en la organización espacial y la gestión del territorio. Un elemento importante en esta época era la existencia de policías encargados de garantizar la presencia del gobierno, aun en los lugares más apartados e inhóspitos, dada la situación de inestabilidad política y social en las cuales vivía el país
Posterior a estos acontecimientos, en el primer censo poblacional levantado con criterios científicos en el año 1874, Paracotos tenía el rango de municipio dentro del inmenso estado Bolívar. La población alcanzaba a 2.811 personas de las cuales 1.379 eran hombres y 1.432 eran mujeres. El patrimonio económico de Paracotos constaba para la fecha citada con 11 haciendas de café de las 185 que existían en todo el distrito Guaicaipuro, 1 hacienda de caña de azúcar para el abastecimiento de la localidad. También se contaban 284 conucos, 6 queseras, 17 pulperías, 8 establecimientos para el beneficio de café (industria tradicional), 4 tiendas mixtas y 1 alfarería (industria tradicional)

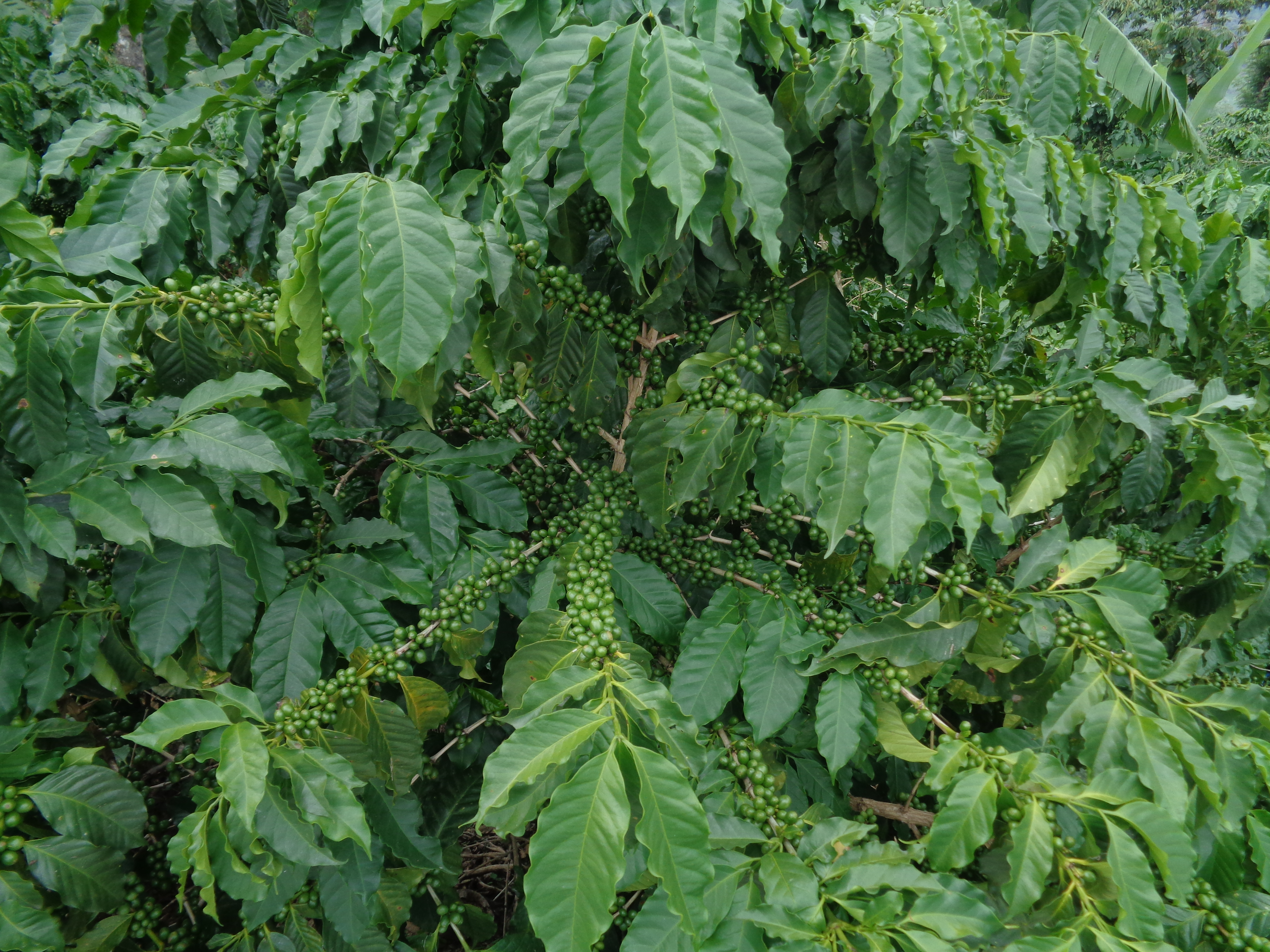
CULTIVO DE CAFÉ

El historiador Castillo Lara (1994) comenta que «…en la época del auge cafetalero, el pueblo de Paracotos (Capital del entonces municipio homónimo) era el centro económico de toda la región» y hacia «… él fluían y partían las corrientes productoras». El autor destaca además, que para Paracotos esta fue “… su época floreciente”, que décadas, más tarde se vería opacada por los cambios vertiginosos que sufriría la economía y la sociedad venezolana, con el descubrimiento y posterior explotación del petróleo.
Con el auge petrolero a inicios del siglo XX, vino la mengua del café y también la decadencia del pueblo y toda la región de Paracotos (Castillo Lara, 1994). El surgimiento de esta actividad económica provoca la aceleración de los profundos cambios que lentamente se venían sucediendo en todo el país. Esto como resultado del considerable incremento de los cuantiosos ingresos fiscales provenientes de la nueva actividad económica nacional.
Es así, como después de tres siglos, desde su diferenciación territorial, Paracotos encuentra serios obstáculos para la superación de sus principales problemas y para incorporarse al proceso de cambios que se inician en el país con posteridad al régimen gomecista.
El rezago, desde luego, no es voluntario, puesto que las poderosas fuerzas que comienzan a operar para la modernización del país convierten a las ciudades principales en centros de atracción poblacional, ya que comenzaban a recibir grandes inversiones públicas y privadas para modernizarlas y mejorar sus ofertas de servicios, con el consecuente origen de la migración desproporcionada campo-ciudad, que se hizo más acentuada desde finales de la década de 1950, con la caída del General Marcos Pérez Jiménez del poder.
En un somero examen de la población de la comunidad paracoteña entre  1971, se aprecia que la misma registró un descenso, producto de las migraciones que se verifican hacia las ciudades, especialmente a Caracas, una vez que se inicia el proceso de modernización del país antes citado. Así, por ejemplo, se sabe que la población total de Paracotos para 1936, alcanzaba a 5.070 habitantes, y cinco años después, en el censo de 1941, descendió a 4.526 habitantes.
Esta baja poblacional seguirá registrándose en el transcurso de las siguientes décadas, puesto que el censo de 1950 arrojó un resultado negativo con respecto al levantado en 1941. Es decir, que las cifras arrojan una disminución de 1029 habitantes, al situarse la población en 3497 habitantes. Una década después, en 1961, es insignificante el incremento poblacional, pues ésta, comparativamente con el censo anterior, solo logra un incremento de 241 habitantes, al alcanzar la cifra de 3.738 personas.
Este pequeño incremento en la población tiene, sin embargo, señales de buenaventura en Paracotos, pues es el aviso cierto y confiable de una incorporación al siglo XX, vistos los hechos que acontecieron a partir de entonces.
Uno de los primeros signos de progreso que recibe la población paracoteña, específicamente en la localidad de Paracotos, es la electricidad, con lo cual se desencadenan una serie de procesos que motorizan el desarrollo local y minimizan los efectos de la migración hacia las grandes ciudades.
A raíz de los sucesos anteriores, ocurridos a principios de la década de 1970, se inicia la modernización y creación de nuevas vías de comunicación terrestre, que era otro de los problemas históricos de la Parroquia. Desde finales del siglo XIX y hasta mediados del siglo XX, la comunicación terrestre entre Paracotos y Caracas, se hacía por el camino del Sur que comenzaba en El Valle. Este camino fue construido hacia 1875 por Guzmán Blanco, para establecer comunicación terrestre entre Paracotos y El Valle con un ramal a Maitana y otro a Santa Lucía. El asfaltado de esta vieja carretera trajo como consecuencia, una invalorable mejoría de las condiciones socioeconómicas de Paracotos.
La autopista regional del Centro (Troncal 1), puesta en funcionamiento por estos mismos años, fue y sigue siendo la principal vía de comunicación que une a la parroquia Paracotos con los centros urbanos e industriales más importantes del Centro-Norte del país. Con la inauguración de esta importante obra de infraestructura vial, se consolida definitivamente la conformación espacial que ha experimentado la parroquia hasta la actualidad.
La creación de la Autopista Regional del Centro y las facilidades de comunicación terrestre, generaban a Paracotos por primera vez en su historia, una importante y envidiable “localización geográfica”, fenómeno que trajo como consecuencias positivas al área, la creación y concentración de un parque industrial, para la fecha el más grande y moderno de la toda la región, que le ofrecía a los habitantes de importantes fuentes de trabajo fijo.
Esta mejoría evidente en las condiciones económicas del área, también se reflejó en el aspecto poblacional, al visualizarse un repunte de la población en las décadas siguientes, sobrepasando los cinco mil habitantes. Es decir, que se igualó bajo condiciones sociales y económicas distintas, claro está, con la población que registraba dicha comunidad en 1936 (Léase también “La dinámica poblacional de la parroquia Paracotos”).

## Territorio

### Límites
La parroquia Paracotos está ubicada en el extremo centro-occidental del estado Bolivariano de Miranda y se delimita de acuerdo con de División Político Territorial vigente  como sigue: al norte con las parroquias Los Teques y Cecilio Acosta, municipio Guaicaipuro, por el este con las parroquias Las Brisas y Charallave, municipio Cristóbal Rojas, al sur con las parroquias Cúa, municipio Urdaneta y Tácata, municipio Guaicaipuro, y al oeste con las parroquias Tácata y Los Teques, Municipio Guaicaipuro. Tiene una superficie aproximada de ciento cincuenta y ocho (158) kilómetros cuadrados, representando el 1,97% del territorio estadal (Mapa 1).
Según  de DPT del año 2004, Paracotos conforma una de las cincuenta y cinco (55) parroquias de la entidad mirandina, y una de las siete (7) del municipio Guaicaipuro.
NORTE: Limita con las parroquias Los Teques, partiendo de un punto situado en  en el sitio denominado Cumbre Roja  el lindero toma por dicha fila para llegar a la unión de un zanjón que viene de dicha cumbre en la Quebrada Seca, pasando por Los Amarillos para luego tomar una fila en dirección noreste que lo conduce al Topo Guaremal y de allí a otra fila que baja hasta la confluencia de la Quebrada Caldera en la Quebrada Santa María UTM, aguas arriba por esta hasta encontrar la boca de la Quebrada Guareguarito UTM, desde aquí el lindero busca la Fila Guare Guare, para luego tomar la Fila Gamelotal  y llegar al sitio denominado Las Comadres o Culebrillas,  “…desde aquí el lindero busca la Fila Guareguarito, continúa pasando por el Alto del Pozo en la Fila Guareguare, para luego tomar por la fila Gamelotal y llegar al sitio denominado Las Comadres o Culebrillas", prosiguiendo luego por la Fila Cocorote, hasta su unión con la fila principal del Cerro Tocuyano y bajar por dicha fila hasta el punto situado en  la Quebrada Maitana subiendo por esta, hasta el sitio donde cae un zanjón que viene de la Fila Helechal sitio denominado Puente de Tinta, de aquí sube por dicho zanjón, tomando la fila Helechal hasta llegar al Alto de Maturín (Mapa 2).
ESTE, SUR y OESTE: Limita con las Parroquias Las Brisas, Cúa, Tácata  y Los Teques, partiendo de un punto situado en el Alto de Maturín, el lindero continúa en dirección sur por las siguientes filas: Fila Helechal, Fila Paraparito, Fila El Peñón y la Fila Magdalena, hasta llegar en su extremo suroeste al punto más alto de dicha fila, de allí el lindero sigue en línea recta en dirección oeste franco hasta encontrar el nacimiento de la Quebrada Onoto, luego toma una fila en dirección norte pasando por los topos Las Cuevas y Las Tinajas, para llegar al naciente de la Quebrada Piedras Azules, aguas abajo por dicha quebrada hasta su confluencia en el Río Tuy, por donde prosigue aguas arriba hasta la Boca de Cagua, luego busca la boca de la Quebrada Chacao subiendo por ella hasta su nacimiento en la Fila Puinque, sitio denominado Cumbre Roja, punto de partida (Mapa 2)..

### Geología y Litología
En el aspecto geológico de la Parroquia Paracotos, se destaca en el sector montañoso y de piedemonte, materiales de origen Cretácico y Terciario, donde las rocas del área por lo general no están muy plegadas, y en el sector de los valles intramontanos por el contrario, predominan materiales de origen Terciario y Cuaternario Reciente, dominados por depósitos aluviales y coluviales, relativamente poco plegados y descansando sobre rocas metamórficas e ígneas. 

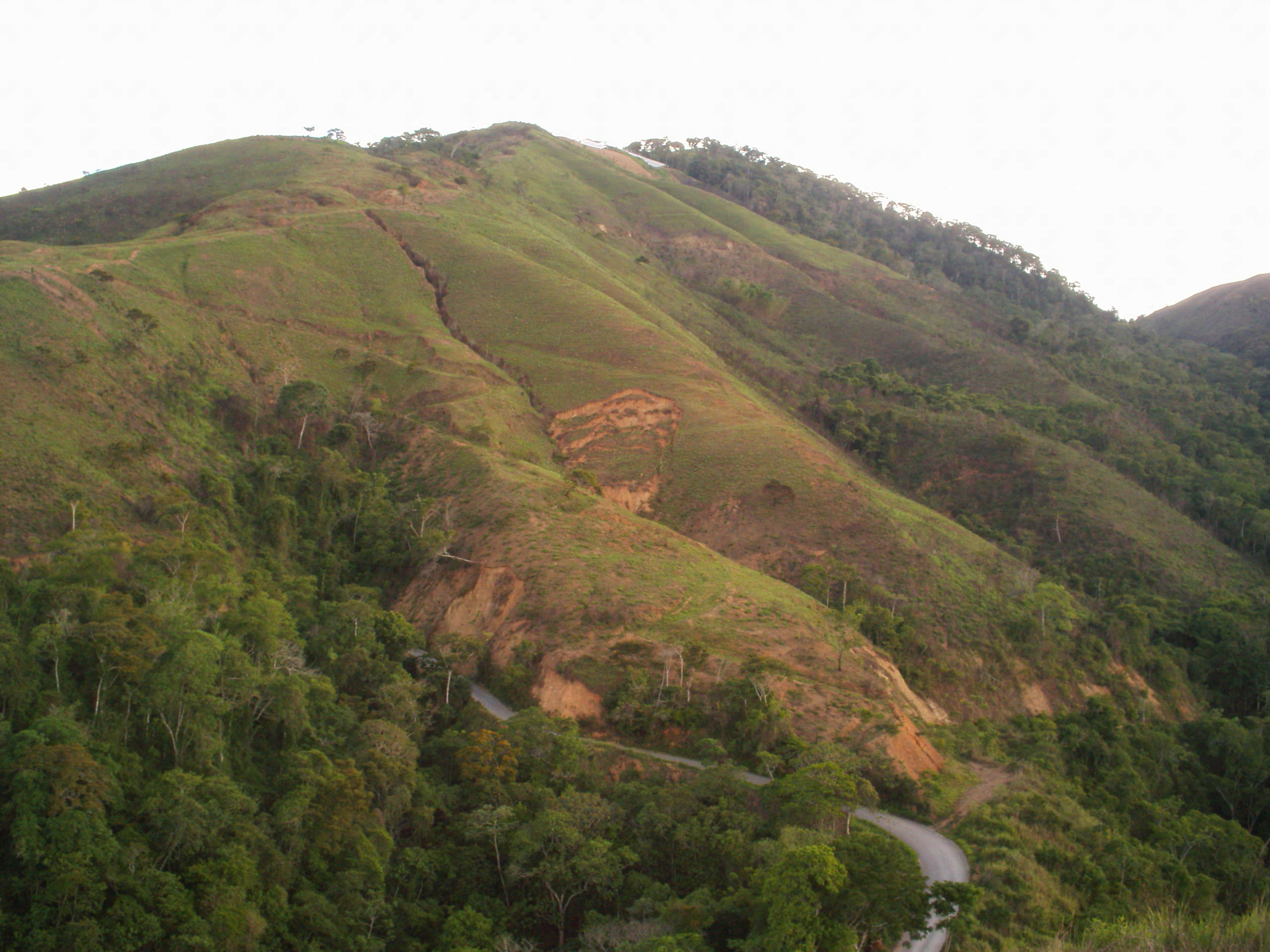
Figura 4: Zona de erosión en los alrededores de la localidad de Paracotos.

La combinación de la litología y de la estructura predominante, explican la presencia del relieve mayormente accidentado y abrupto, con altas pendientes, crestas irregulares, agudas y profundos entalles, así como de los estrechos y cortos valles intramontanos que se orientan casi en forma perpendicular al sistema montañoso, siguiendo el patrón estructural dominante (Mapa 2).

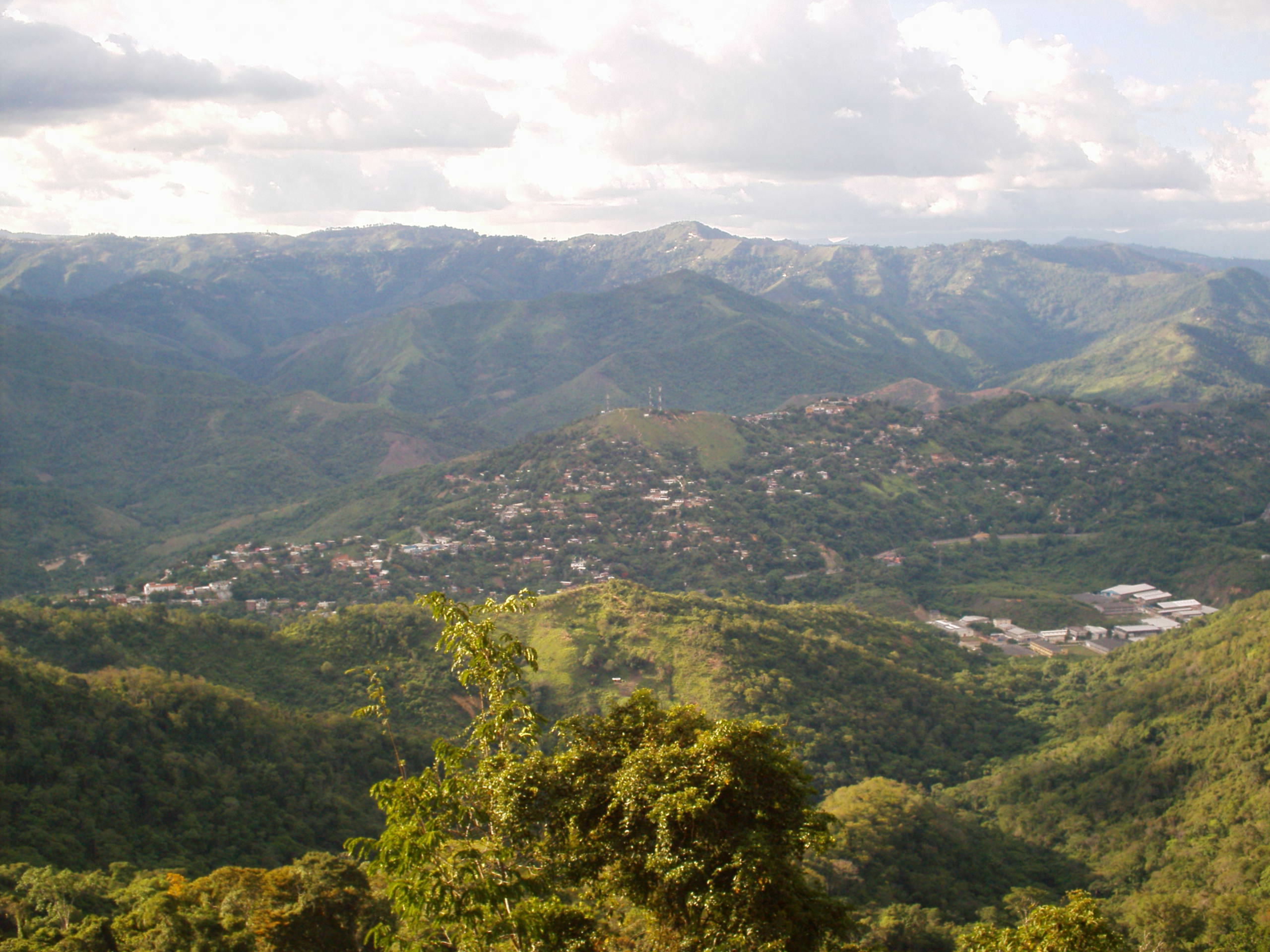
Figura 3: Zona de topografía joven. En el centro, una parte de la localidad de Paracotos y su zona industrial. Vista tomada desde la carretera Paracotos-El Hato en las cercanías de Parques del Sur

La localidad está caracterizada por una topografía joven con erosión rápida y está probablemente en proceso de levantamiento  (Figuras 3 y 4). Su estructura geológica tipificada por la presencia de anticlinales, sinclinales y numerosas fallas, diaclasas y fracturas, dan muestra de la dinámica tectónica de la región.  Predomina el fallamiento normal y las fallas transcurrentes, las fallas de borde son muy comunes especialmente en la red vial de toda la parroquia.
El área se encuentra localizada en zonas de alto peligro sísmico, con propios focos de importancia y posibles deformaciones de la superficie terrestre. Por lo general, los movimientos de origen sísmico se consideran de importancia latente, debido a la existencia de fallas locales activas (Ocampo, Rodríguez, Paracotos). Estas fallas pertenecen a un sistema de fallas mayor, correspondiente a la falla de la Victoria , una falla activa de importancia nacional. De acuerdo con estudios del Ministerio del Ambiente y de los Recursos Naturales Renovables, el área requiere estudios sísmicos especiales para la determinación de las zonas más vulnerables y establecer una mejor organización del espacio geográfico.
El aspecto litológico muy ligado al anterior, comprende principalmente rocas metamórficas y sedimentarias caracterizadas principalmente por su alta tasa de inestabilidad estructural. Aunque muchas de ellas son de importancia económica, su explotación en los límites de la parroquia no es recomendable si no se toman las previsiones ambientales correspondientes, por su alta incidencia ecológica y ambiental que podría originar en el área, tal como se observa en algunas zonas de explotación actual (Mapa 3).

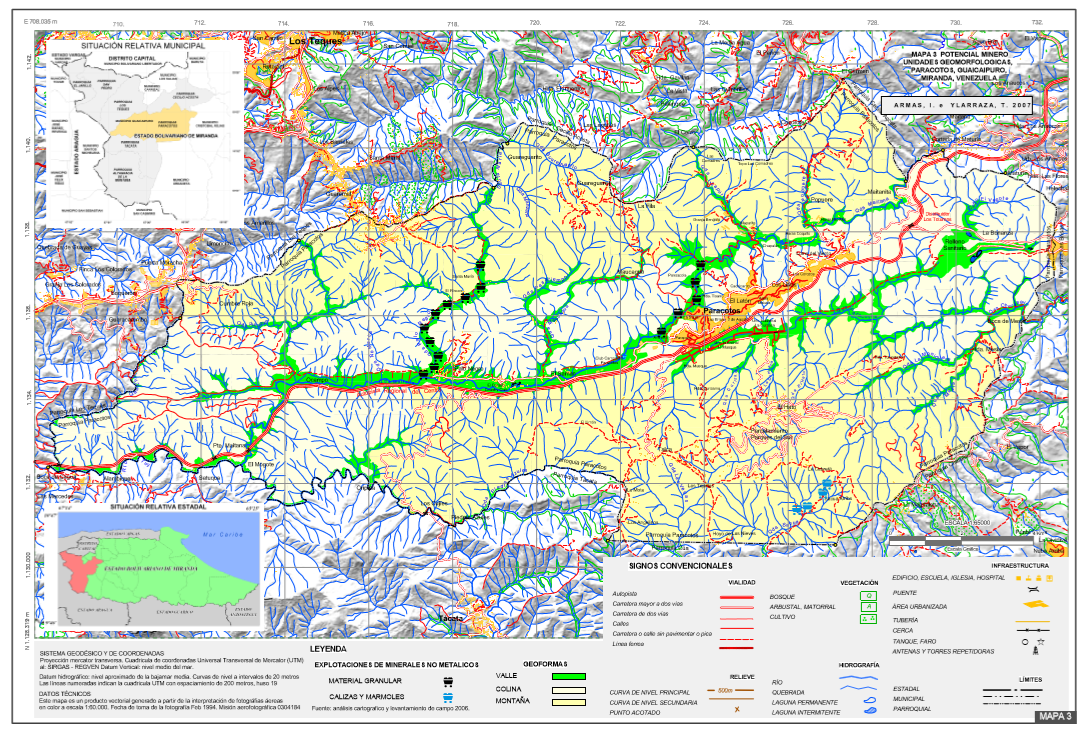
MAPA 3 POTENCIAL MINERO UNIDADES GEOMORFOLÓGICAS, PARACOTOS, GUAICAIPURO, MIRANDA, VENEZUELA

Las rocas del basamento comprenden la Serie de Caracas, empezando con la formación las Brisas seguida de las formaciones Las Mercedes y Tucutunemo. Encima de la serie de Caracas descansa la formación Paracotos, compuesta mayormente por rocas tufáceas, y suprayacente a ésta, aflora de forma discontinua, principalmente hacia el Sur de la parroquia, componentes ígneos de las “Rocas  Volcánicas de Tiara”
Las rocas metamórficas de la Serie de Caracas y la suprayacente Formación Paracotos, muestran una abundancia de vetas de cuarzo en la parte superior, encontrándose raramente en la parte inferior de las formaciones.
Según Aguerreverre y Zuloaga (1937) y Smith (1952), las capas más inferiores de la formación las Brisas incluyen conglomerados, gneises microclínicos, calizas y esquistos seríciticos, todas estas bastante resistentes a la meteorización. La resistencia a la erosión es debida a la presencia de carbonato de calcio en estas capas inferiores. En este tipo de rocas, se desarrolla poco suelo bajo las condiciones del clima prevalecientes en el área. En las partes donde la roca se hace más cuarzosa, la disolución generalmente remueve la pequeña cantidad de feldespato de la matriz, de manera que se meteoriza a una arena maciza blanca, frecuentemente descolorada por limonita y grafito. Descansando sobre las capas inferiores, y en lugares intercaladas con ellas, hay una serie de esquistos grises y marrones más altamente deformados que constituyen las capas superiores de  Brisas. Aunque, ocasionalmente una capa silícea aflora en pequeñas filas, el profundo suelo parece capaz de soportar solamente vegetación herbácea.  Esta formación está presente hacia el Noroeste de la Parroquia.
La Formación Las Mercedes por su parte, se compone de rocas relativamente poco resistentes, la acción de la erosión es rápida, de manera que la topografía está caracterizada por laderas inclinadas y valles estrechos en forma de “V” que se ubican hacia los extremos Noreste y Este de la Parroquia. En contraste con  Brisas, el suelo producido por la meteorización de esta roca, rica en carbonato, tiene una vegetación abundante sobre la mayor parte del área de sus afloramientos. En cuanto a composición de la formación, el Esquisto de Las Mercedes consiste principalmente en calcita recristalizada de grano medio, mezclada con sericita de grano fino. En los lugares de intenso fallamiento, la roca se compone de cuarzo triturado, moscovita y grafito en una matriz calcárea. Los afloramientos del Conglomerado de Charallave están asociados con calizas negras recristalizadas. Donde se compone de cuarzo puro, es una roca extremadamente resistente, que forma muchas laderas cubiertas de cantos, sin embargo, donde hay una pequeña cantidad de esquisto incorporado, se meteoriza relativamente rápido.
Shagam (1960), designa a la Formación Tucutunemo, una secuencia de rocas metasedimentarias constituida por filita carbonácea con intercalaciones arenosas y limosas, que aparecen en contacto de falla con , sugiriendo además, que ella representa la unidad más joven del Grupo Caracas. González (1972) por su parte, menciona la presencia de este a oeste, desde la región de Los Teques-Cúa, Miranda, sección considerada como la parte inferior y media de por Smith (1952), hasta la región de Tinaquillo en el estado Cojedes, y menciona además que la litología de la formación no es constante a lo largo del rumbo. De acuerdo a la descripción original dada por Shagam (1960), esta unidad consiste principalmente en filitas carbonáceas arenosas que varían a meta areniscas y limolitas cuarzo feldespáticas, encontrándose también cantidades menores de areniscas de grano grueso y conglomerados cuarzo-calcáreos. Una zona discontinua pero prominente de caliza cristalina negra, de grano fino, asociada a un conglomerado calcáreo, se ubica cerca de la parte superior de la secuencia y cerca de la base de la misma, aparecen algunas capas delgadas de toba básica afanítica de color verde. Esta formación está presente hacia el Centro y Sur de la Parroquia al igual que la Formación Paracotos.
La Formación Paracotos aflora como una faja de rocas plegadas y hundidas por fallas entre las rocas no metamorfizadas al Sur, y los esquistos de  de Caracas al Norte. Los mejores afloramientos dentro de la parroquia Paracotos, pueden observarse en las cercanías del río Tuy y cerca de la localidad de Paracotos. En la mayor parte del área los afloramientos han sido disectados por corrientes de agua, de manera, que las rocas exhiben sus mejores secciones en las gargantas de las montañas. La mayor parte de la filita que constituye esta roca no es notablemente resistente a la erosión, pero las capas calcáreas epidóticas son muy resistentes, formando el tope en la mayoría de los cerros en el Centro, Sur y Suroeste de la Parroquia.  Las rocas meteorizan a un suelo de color rojo intenso en la mayor parte de la región, que solo es capaz de soportar una vegetación de escasa cobertura, tal como se observa en las montañas alrededor de la Autopista Regional del Centro en su recorrido por la Parroquia. Las capas inferiores de esta formación están representadas por rocas filíticas, compuestas principalmente de clorita y cuarzo, con los minerales accesorios, zoicita, granate y turmalina. En la sección media de la formación se encuentran capas duras de color verde, que en la mayoría de los lugares descansan sobre las capas inferiores filíticas. El color verdoso, aparentemente viene del porcentaje bastante grande de epidoto de grano fino, diseminado en la roca, aunque se encuentra también alguna clorita. Concordantemente sobre las capas verdes descritas, hay una serie de lutitas filíticas, grauvacas, conglomerados y calizas formando la parte superior de la formación. Estas capas superiores se encuentran también localmente en los bloques hundidos por falla en ciertas partes, como en la localidad de Paracotos. Shagam (1960) describe además, una asociación de filita, mármol, metaconglomerado, con metalimolita y metarenisca en menor proporción.
Referente a las rocas ígneas, existen cinco clases diferentes de intrusiones ígneas en la región. Como intrusiones en hay diorita hornabléndica y granito sódico, probablemente en relación genética, ambas han sufrido solamente metamorfismo suave. Ocurriendo también como intrusiones, en la parte Sur de la Parroquia y en  la formación las Brisas en la parte Noroeste, hay una serie de harzbugitas serpentinizadas (peridotita y serpentina). En discordancia sobre el resto de la secuencia, y solamente en la parte Sur del área, hay una serie de basalto y gabro no metamorfizados.
Los mayores afloramientos de la diorita hornabléndica se encuentran más al Sur de la parroquia Paracotos, hacia los límites de Aragua y Miranda, sin embargo, en la faja de esquisto de la formación Paracotos, al norte de Tácata y Charallave, afloran rocas ricas en hornablenda en masas pequeñas. Los mejores afloramientos ocurren en la quebrada Charallave, en los límites de las parroquias Las Brisas y Paracotos. Aquí, la roca es de color verde oscuro y está compuesta por partes iguales de anfíbol y feldespatos altamente alterados. Aunque la hornablenda parece estar ligeramente fracturada, la roca entera no está muy triturada. En la parte este de la Parroquia, se haya epidoto llenando las fisuras en la diorita hornabléndica, el epidoto es especialmente abundante cerca de las fallas geológicas grandes.
El granito sódico se encuentra presente en una cantidad menor y fue inyectada como diques en la diorita hornabléndica de y en los esquistos de Mercedes, raramente llegan estratigráficamente más arriba que la porción media de Paracotos (Formación Tucutunemo, según González, 1972). Los mejores afloramientos están situados en los valles de los cursos de agua de la región, especialmente en una franja pequeña al norte del río Tuy y hacia los límites de Aragua y Miranda. Al norte de Tácata y Charallave, se observan diques de esta roca granítica cortando  y la diorita hornabléndica. Aunque la mayoría de estos diques tiene solamente medio metro de espesor, algunos llegan hasta los veinte metros.  Muchas vetas de cuarzo están asociadas con las intrusiones graníticas en esta parte del área. Ambos, el granito y el cuarzo, contienen escamas grandes de moscovita.
La mejor sección de los afloramientos de la peridotita serpentinizada, dentro de la parroquia Paracotos, se observan en el curso de la quebrada Mesia, que corre a través del rumbo de La roca esta cubierta generalmente por un manto de arcilla roja, profundamente meteorizado, con numerosos cantos frescos y redondeados en la superficie. De acuerdo con Smith (1952), en este manto se ha encontrado una cantidad apreciable de hierro y níquel, pero el mismo es más abundante al Sur, en la zona de Tiara, en los límites de Aragua y Miranda.

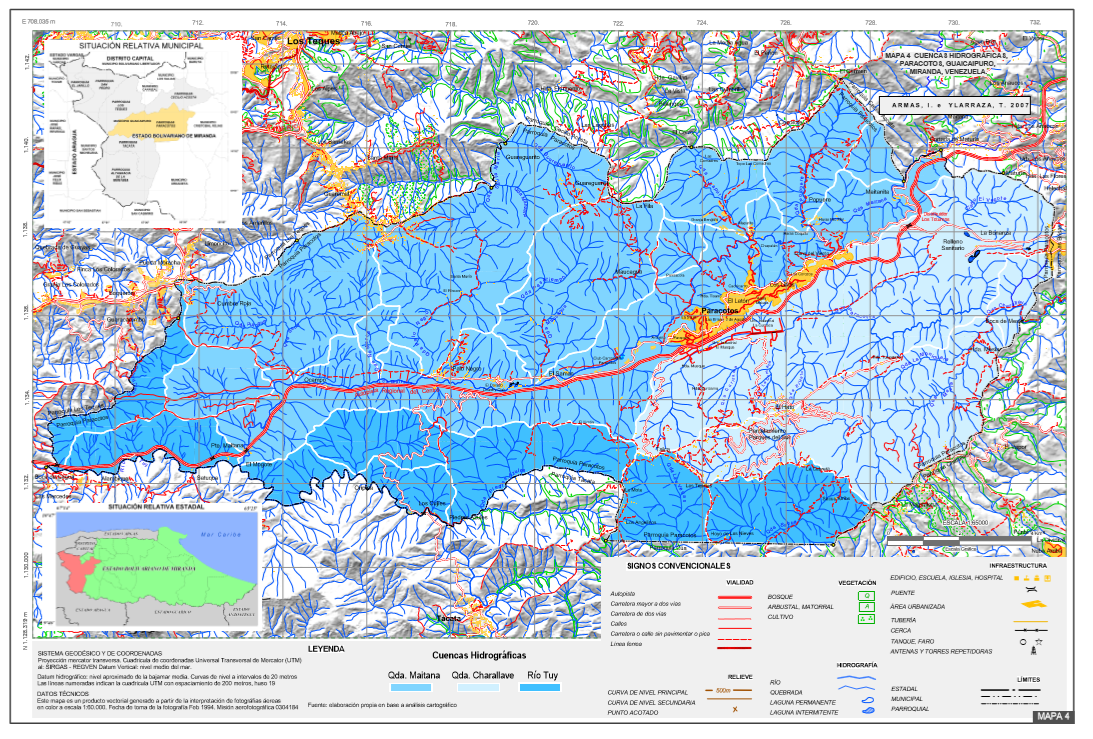
MAPA 4 CUENCAS HIDROGRÁFICAS, PARACOTOS, GUAICAIPURO, MIRANDA, VENEZUELA

La Serpentina aflora cerca de Charallave, en dos localidades pequeñas. Los afloramientos ocurren en las corrientes que drenan el área de estudio al norte y oeste de Charallave (quebradas Mesia y Paracotos) y las secciones aguas arriba de estos cursos dan los mejores afloramientos (Mapa 4). La serpentina no muestra ningún carácter distintivo, excepto la ausencia de vegetación de alto porte y la presencia de un suelo rojizo. Algunas partes también meteorizan a una arcilla verdosa.
A dos kilómetros al norte de Tácata, hacia los límites entre las parroquias Tácata y Paracotos, hay un afloramiento de roca basáltica de grano medio, en forma de una masa dura semejante a un sill. Esta roca es maciza, sin ninguna lineación o foliación y tiene la textura de una roca volcánica no metamorfizada, lo cual la hace sumamente resistente al intemperismo, formando farallones y saltos donde está expuesta. Estas mismas rocas basálticas afloran al Norte y Oeste de Charallave, aparentemente discordantes sobre las filitas de  Paracotos.
Por su parte, las rocas sedimentarias y los sedimentos, topográficamente están expuestos en una serie de colinas bajas y valles estrechos de la Parroquia. La mayor parte del material de los sedimentos es poco consolidado y en gran parte es conglomerático, con algunas capas locales de arcilla verde y marrón, mostrando muy poca estratificación.
Fuera de la línea de montaña, los conglomerados son menos gruesos, los guijarros tienen un tamaño medio de 7 mm y un máximo de 5 cm. Consisten en su mayoría de fragmentos de cuarzo blanco redondeados del Conglomerado de Charallave, ftanita de la Formación Paracotos y, caliza y esquistos de las formaciones Las Brisas y Las Mercedes, todos ellos incluidos en una matriz de grano fino. Por lo general, el escogimiento en este material es pobre.
Cerca de la línea de montaña los conglomerados son mucho más gruesos, con peñas y guijarros bien redondeados del Conglomerado de Charallave y cuarzo blanco hasta de un poco más de treinta centímetros de diámetro. Estas capas gruesas no miden más de cincuenta (50) metros de ancho, son lenticulares y parecen ser rellenos de antiguos cauces de ríos y quebradas. Por meteorización, se produce un suelo rojo, rico en cuarzo y arcillas en asociación con conglomerados, donde generalmente no hay buena estratificación y los sedimentos aún no están litificados.
Finalmente, en lo referente al aprovechamiento minero, es de gran importancia en esta región, tal como se aprecia en la descripción anterior, la potencialidad en recursos minerales, de origen metamórfico y sedimentario principalmente, que en muchos casos no se ha tomado en cuenta. Estos materiales, en su mayoría minerales no metálicos, son la base para el desarrollo urbano e industrial de una buena parte de la región centro-norte de Venezuela. Entre los materiales más importantes que se pueden extraer del área de  destacan los siguientes:
Productos de caliza: la gran cantidad de caliza que aflora en el área de estudio es importante en el presente y, sin duda, será de importancia mayor con el futuro desarrollo de la región. Las más importantes masas de caliza son las que ocurren en las rocas ricas en microclino de la parte inferior de  Brisas (al Noroeste), los esquistos calcáreos de  Mercedes (al Noreste y Este), y la cantidad limitada de caliza encontrada en partes de la Formación Paracotos (al Centro y Sur de la Parroquia), consideradas de tamaño suficiente para tener un desarrollo futuro (Mapa 3).
Uno de los más importantes usos de la roca calcárea es la fabricación de cemento. Según Smith (1952), de los esquistos calcáreos de  Mercedes, se podría producir cemento de cualquiera o de todas las partes, previo análisis geoquímico de muestras tomadas en distintos lugares de la formación, para asegurarse de que hay roca suficiente para el abastecimiento. Asimismo, señala el autor que la composición de las rocas calcáreas parece ser bastante constante sobre la mayor parte de la región, lo cual determina la conveniencia de un depósito dado para fabricar cemento.
De igual importancia es el uso de rocas calcáreas como un agregado triturado. Éste tiene usos variados, algunos de los cuales son como material para carreteras, como relleno, como un agregado en hormigón y como balastro de ferrocarril. Las varias capas de calizas encontradas en las formaciones Las Mercedes y Paracotos, en ambas partes del área, noreste y sur, son completamente adecuadas para agregados cuando se presente la demanda (Mapa 3).
Otro producto de las rocas calcáreas es la cal. Este producto se utiliza extensivamente para hacer mortero y emplasto para terminar los interiores de casas, y en una extensión menor para neutralizar los desperdicios ácidos de las industrias y en la purificación del agua. Las numerosas masas de caliza encontradas en Mercedes, parecen ser de pureza suficiente en la mayoría de los lugares, para garantizar su uso en la fabricación de productos de cal  (Mapa 3).
Como piedra tallada en construcción, la mejor roca disponible en la región para este uso, es la encontrada en las capas de caliza microclínica en la parte inferior de Brisas. Se usa también frecuentemente la caliza, como un fertilizante secundario para ajustar el pH de suelos para cultivos.  Para la mayor parte del Interior, la adición de tal material como fertilizante secundario puede ser beneficiosa en la región de los Llanos, si se desarrolla extensivamente la agricultura, y en este caso resultaría justificado una explotación más intensiva del recurso.
Arena y grava: estos materiales son los constituyentes esenciales en la gran cantidad de hormigón que se usa en construcción de edificios y carreteras en la región. Todos los lechos de ríos y quebradas, particularmente los situados hacia la parte central y occidental de Paracotos, contienen arena y grava en abundancia. Varias empresas extractivas obtienen los constituyentes de hormigón de los cursos de agua principales, de modo que se cree que las propiedades de este material son adecuadas para el trabajo. En muchos lugares, en las quebradas Maitana y Santa María-Palo Negro, la arena se ha concentrado de una manera tal que es disponible en forma bastante pura. La mayor parte de esta arena es de carácter silíceo, pero localmente, donde las corrientes drenan Mercedes (Noreste), el porcentaje de material calcáreo se hace también bastante grande.  El costo elevado del desarrollo de un depósito de arena y grava se debe al costo de transporte del producto y a la construcción de caminos hasta los lugares de operación de la región, debido a que la mayor parte de las corrientes de agua del área están a una distancia considerable debajo del nivel general de la región y de las vías principales. En este sentido, la parroquia Paracotos, por poseer importantes vías de acceso cerca de las fuentes, en comparación con otras áreas de la región centro-norte del país, representa una mejor oferta en la disponibilidad de arena y grava a menores costos, tanto ambientales como sociales y económicos, al no tener que construirse nuevos accesos para llegar hasta alguna fuente en lugares más remotos. Para la extracción mineral en  solo se requiere tomar en consideración las condiciones ecológicas y ambientales del área para evitar daños irreversibles a los ecosistemas locales y las consecuentes secuelas sociales que suele traer consigo este tipo de eventos. (Mapa 3)

### Geomorfología, Clima, Hidrografía, Suelos, y Paisajes

#### Las condiciones fisiográficas

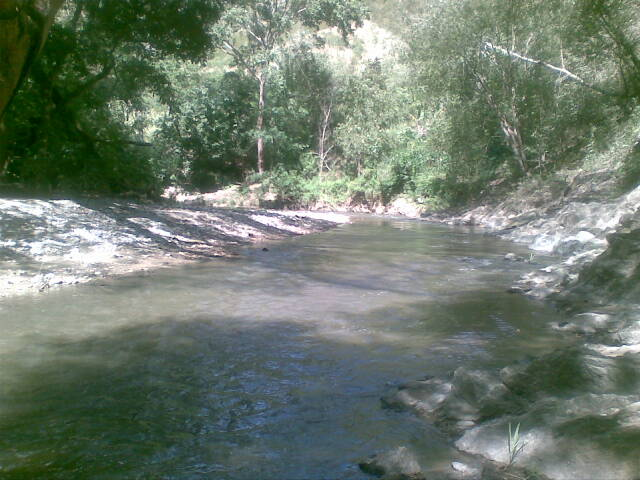
Figura 5: Río Tuy, Oripipa, Parroquia Paracotos.

Referente a las características fisiográficas de la parroquia Paracotos, estas son típicas del resto de  la cordillera del Interior Central de la cual forma parte, su topografía va desde quebrada hasta accidentada y localmente es ondulada con pendientes moderadas a altas en casi toda su extensión territorial. Las elevaciones encontradas en el área no son excesivas y varían desde 200 m s. n. m. en el valle del río Tuy (Figuras 5 y 6), en su recorrido por los límites de , hasta un poco más de 1.200 m s. n. m. al norte, en los límites con la parroquia Cecilio Acosta. En forma irregular, el componente vertical disminuye hacia el sur, estando las porciones más altas en la parte Norte (Mapa 2).
En la porción sur de la Parroquia, el relieve está conformado por colinas y montañas bajas caracterizadas por laderas cortas, entalles profundos y crestas redondeadas. Hacia el norte, el relieve comienza a presentarse netamente montañoso, con una topografía accidentada e irregular caracterizado por entalles profundos y crestas elevadas y agudas que alcanzan su máxima expresión en la Fila Cocorote (Topo El Carmen, 1.270 m s. n. m. aproximadamente). Generalmente son montañas de cimas irregulares y crestas agudas, bastante entalladas por los cursos de agua que la surcan.

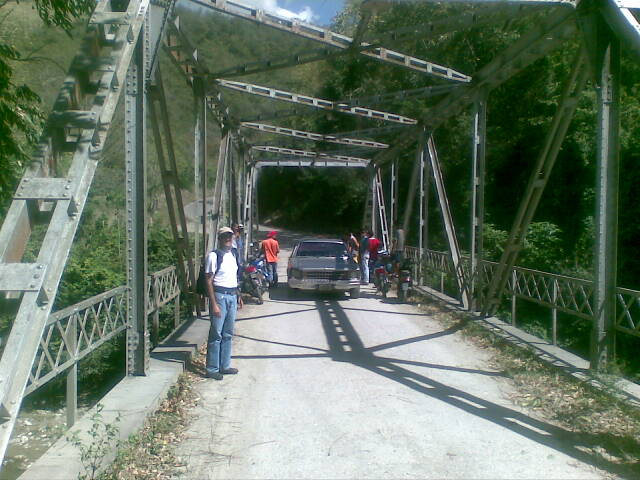
Figura 6: Puente Tácata sobre el río Tuy, en los límites entre las parroquias Tácata y Paracotos (Sur).

En sentido oeste-este, casi en línea recta, se localizan los únicos sitios relativamente planos de , donde la actividad industrial, agrícola y recreacional principalmente han encontrado condiciones favorables para su desarrollo. Estos espacios se encuentran confinados a reducidas y estrechas fajas de origen fluvial representados por los valles de las quebradas Maitana, Paracotos, Mesia y Santa María-Palo Negro, principalmente (Mapas 2 y 4).
El relieve local, en varios casos, está bien acentuado, encontrándose en muchos lugares pendientes que varían desde farallones verticales en los miembros más calcáreos, hasta superficies ligeramente horizontales en los sedimentos terciarios y cuaternarios. En la mayor parte del área, sin embargo, las pendientes oscilan entre 20 y 60% y localmente las pendientes varían entre 6 y 10%, encontrándose inclusive pendientes menores al 1%.
La geomorfología generalmente está representada por medios de ablación de montaña, los cuales constituyen medios activos con procesos actuales y potenciales de erosión. Los corrimientos y sobrecorrimientos son frecuentes, en especial los de tipo gravitacional, los cuales son más acentuados durante la época de lluvias. Los movimientos en masa se caracterizan por las condiciones litológicas de las unidades que conforman el área (especialmente esquistos de las formaciones Tucutunemo, Paracotos y Las Mercedes), lo cual asociado a la intensidad y variedad de los procesos geomorfológicos, le imprimen a las vertientes (generalmente de pendientes medias a altas), la susceptibilidad a manifestar inestabilidad, condición que aumenta ante la intervención antrópica. Entre los procesos geomorfológicos destacan los de escurrimiento difuso, erosión en surcos y cárcavas, deslizamientos superficiales y profundos, flujo de derrubios y coluviamiento, caída de rocas y reptación entre otros, los cuales se clasifican en tres categorías de estabilidad según la intensidad: en muy inestables, inestables e intermedios. De acuerdo con lo anterior, en el área de estudio se muestran sectores muy inestables en la localidad de Paracotos, trazado de  del Centro, carretera Local 6 (Maitana-Paracotos-Tácata) y Ramal 043 (Paracotos-Taica) (Figuras 49 y 60, Mapa 3).

#### Las condiciones climáticas y las zonas de vida
Debido a la situación geográfica de Venezuela en la zona intertropical del planeta, el ámbito local de Paracotos  se caracteriza por condiciones de isotermia y una fuerte influencia estacional de los vientos alisios del Noreste, lo que da origen a dos períodos climáticos durante el año, uno de sequía y otro lluvioso.

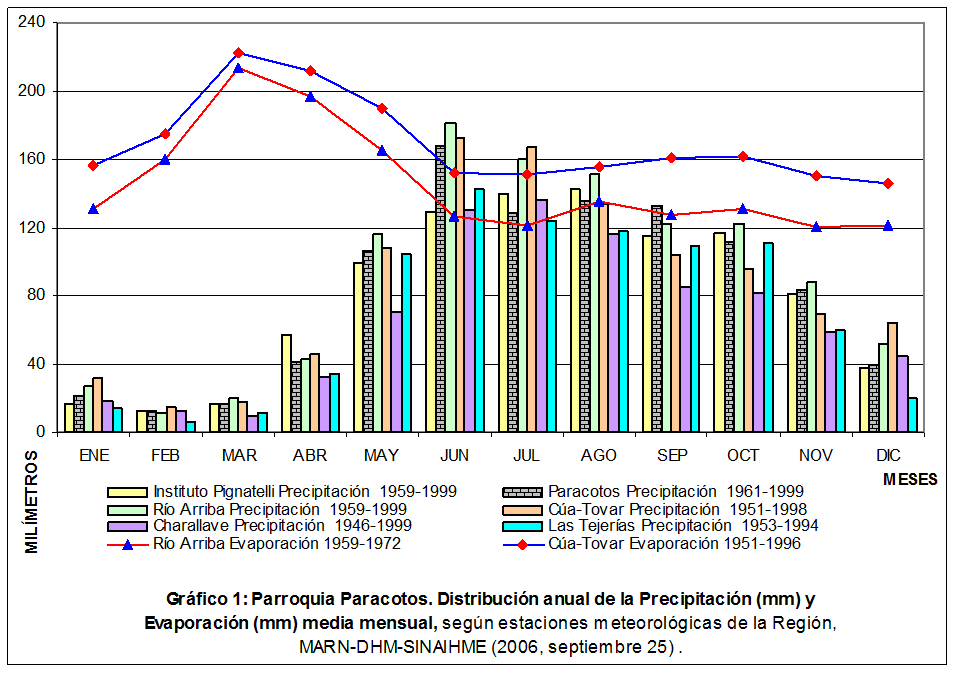
Gráfico 1. Parroquia Paracotos. Distribución anual de la Precipitación (mm) y Evaporación (mm) media mensual, según estaciones meteorológicas de la Región.

Según el sistema de clasificación climática de Köeppen, el clima predominante en la Parroquia es el “tropical seco” con temperaturas medias anuales que oscilan entre los 22 y 29 °C y una pluviosidad entre 1.000 y 1.800 mm/año. El área presenta una evapotranspiración potencial alta y su coeficiente la ubica en la provincia de humedad “subhúmeda”, indicando que la precipitación es menor a la evaporación media anual. El área presenta un período de sequía de 4 a 6 meses (generalmente, de diciembre hasta mayo), seguida de un período húmedo con sobrante de agua en la mayor parte de los meses del período (Gráfico 1).
Los escasos desniveles altitudinales, dan origen a solo tres pisos climáticos. El tropical, que domina gran parte de , el premontano y el piso medio alto, concentrados estos últimos hacia las divisorias de agua, especialmente al norte de embargo, debido a la irregular distribución espacial de la precipitación, la humedad varía desde muy seca hasta húmeda, generando una demanda de riego complementario, especialmente durante la época seca. Dichos cambios se deben principalmente, por una parte, a la influencia que los vientos llaneros cargados de cierta humedad (  anuales) tienen sobre la región. Contrariamente, los vientos alisios cargados de humedad al penetrar por Barlovento y los Valles del Tuy Medio, ocasionan cuantiosas lluvias orográficas que en ocasiones sobrepasan los  anuales.
Los totales anuales de precipitación se incrementan en sentido Norte-sur en toda y disminuyen hacia el este y oeste, tomando como referencia ( anuales, durante el período 1961-1999), la cual refleja un núcleo de precipitación al centro del área de estudio. Al norte, en Pignatelli (parroquia Los Teques), se registra un promedio anual de lluvia (1959-1999), mientras que al sur las estaciones Río Arriba (parroquia Altagracia de ) y Cúa-Tovar (municipio Urdaneta, Miranda) registran 1.095,1 (1959-1999) y 1.025,3 (1951-1998) milímetros de lluvia respectivamente. Asimismo, (municipio Cristóbal Rojas, Miranda) al este, y Las Tejerías (municipio Santos Michelena, Aragua) al oeste, registran 796,5 (1946-1999) y 856,5 (1953-1994) milímetros de lluvia, respectivamente (Gráfico 1).
La distribución a través del año es más o menos uniforme, no estableciéndose un contraste estacional muy marcado (Estación Paracotos). En efecto, se presenta un período seco de cuatro a seis meses, seguido de un período lluvioso de mayor duración (seis a siete meses) (Gráfico 1, Estación Paracotos). En los meses de mayo a noviembre cae aproximadamente el 88,8% de la precipitación total anual, y es el período en el que ocurren las precipitaciones más abundantes. Los meses con menos registros de lluvia abarcan desde diciembre hasta abril, con un 13,2% del total anual (Estación Paracotos). Este análisis, permite concluir, que las condiciones de lluvia son propicias para desarrollar una actividad agrícola vegetal de carácter económico, puesto que el volumen anual es suficiente y además está bien distribuido a lo largo del año (Gráfico 1).
El régimen térmico anual en  esta fuertemente condicionado por la topografía del área, sin embargo se caracteriza por altas temperaturas a lo largo del año, que disminuyen localmente con la altitud. La temperatura media anual para el área es de 25,5 grados centígrados (°C), pero la misma varía de acuerdo a cada zona de vida entre 22 y  para el bosque húmedo premontano y entre 23 y 29 °C para el bosque seco tropical. En conclusión, la temperatura en el área de estudio no representa un factor limitante para el aprovechamiento de los recursos potenciales del territorio, debido a que no presenta variaciones significativas durante el año, exceptuando las variaciones por efecto de la altitud.
En cuanto a la humedad relativa, la estación más cercana a la localidad que registra este parámetro es Río Arriba. Con base en los datos de esta estación se estimaron las condiciones de humedad para la parroquia Paracotos, haciendo la salvedad que su aplicación al área puede no ser representativa debido a las condiciones de heterogeneidad intrínsecas dadas por la topografía del área. De esta manera, la humedad relativa media anual es notablemente alta, oscilando alrededor de 75%.  Como es obvio el ritmo estacional de la humedad se considera similar al de la precipitación, en este sentido, los meses de máxima humedad ambiental corresponden al período lluvioso, que para  registran entre 6 y 7 meses, que van desde mayo hasta noviembre (Gráfico 1).
Al igual que los parámetros anteriores, la evaporación tiene gran influencia en el aprovechamiento de los recursos naturales del territorio, especialmente los suelos y el agua. La evaporación media anual para se estima en unos . La misma es superior a la precipitación media anual, lo cual sugiere que en algunos meses del año, sobre todo en los meses secos, la lámina de agua disminuya y exista déficit de agua para el desarrollo de la vegetación natural, los cultivos y la cría. A tales efectos los registros de evaporación de las estaciones Río Arriba y Cúa-Tovar indican, que los meses donde se presenta el mayor déficit hídrico corresponde precisamente a los meses secos-
Para la estimación de los requerimientos de riego en el área de estudio, el Ministerio del Ambiente y de los Recursos Naturales Renovables considera que durante el año la demanda neta de riego es de aproximadamente.

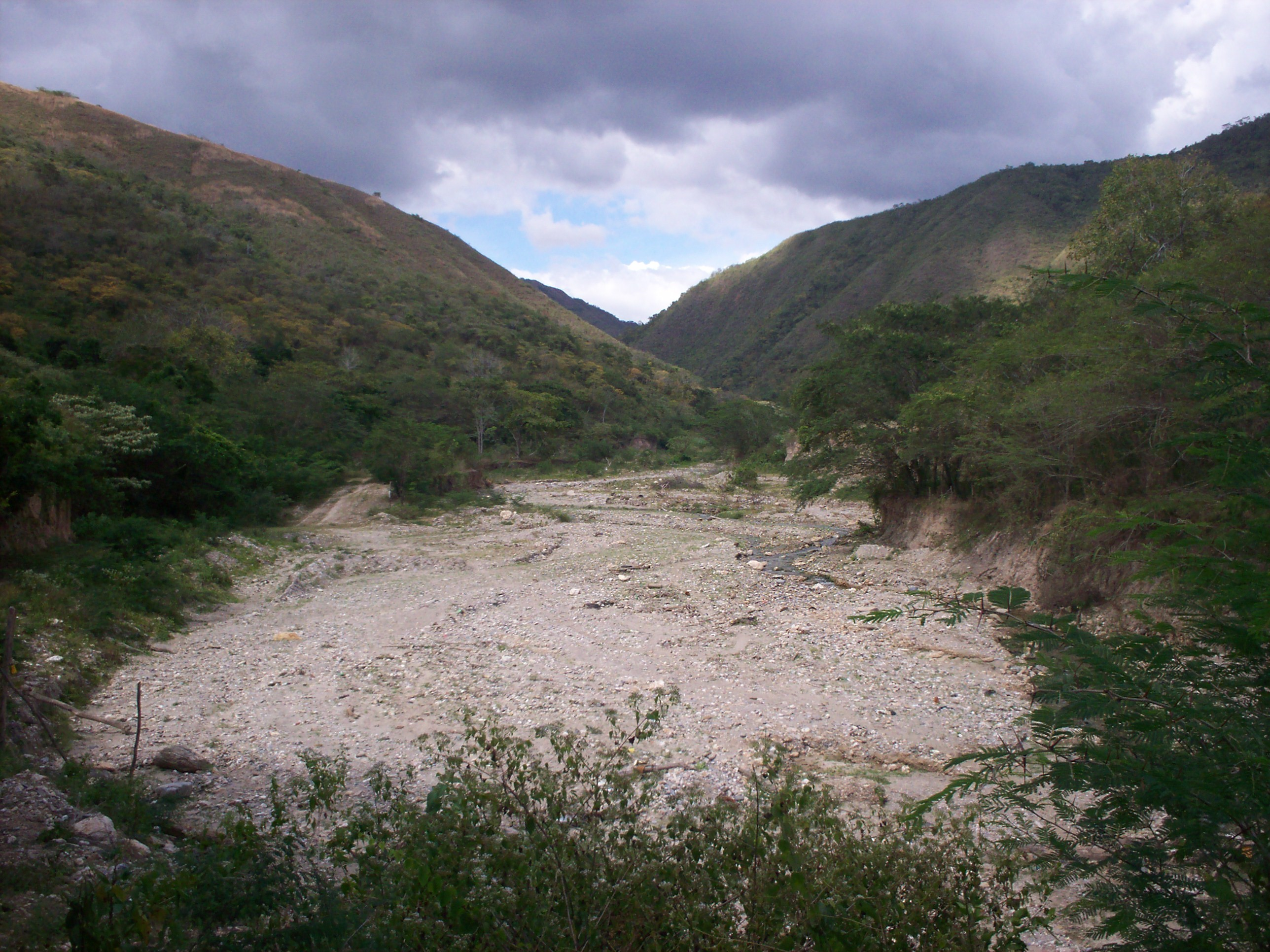
Figura 7: Cauce de la quebrada Santa María a principios del mes de mayo, próximo al comienzo de las lluvias. Nótese que pese al carácter mustio que se observa en la vegetación, aún conserva un poco de caudal.

El riego en caso necesario esta asegurado por las quebradas Maitana, Santa María-Palo Negro y algunos de sus afluentes, fuentes permanentes de agua con suficiente volumen durante gran parte del año, aún en los meses de baja precipitación (Gráfico 1, Figura 7, Tabla 1). Actualmente las aguas se aprovechan muy poco, por lo que podrían representar un recurso útil para riego complementario en época seca, e incluso para el consumo doméstico, previos estudios sanitarios y potabilización (Léase “Las condiciones hidrográficas e hidrológicas”).
Siguiendo el análisis anterior, se considera que las condiciones agroclimáticas del área son bastante favorables a la producción agrícola vegetal y animal, siendo necesario establecer criterios ecológicos para el aprovechamiento de los suelos con estos fines. Un clima semihúmedo y cálido, caracterizado por la existencia de varios pisos climáticos y con precipitaciones medias suficientes y bien distribuidas durante el año, y altas temperaturas, favorecen el desarrollo de una amplia variedad de cultivos, algunos de los cuales estarán limitados solo por las condiciones de fertilidad natural de los suelos. 
| Cuencas | Subcuencas                    | Régimen    | Superficie (Ha) | Potencial Hidroclimático (mз) |
| Total Parroquia Paracotos | Total Parroquia Paracotos     | -          | 15.739,30       | 60,46                         |
| --- | ----------------------------- | ---------- | --------------- | ----------------------------- |
| TUY | Subtotal                      |            | 3.074,11        | 11,82                         |
| TUY | Quebrada Piedras Azules       | Estacional | 598,56          | 2,30                          |
| TUY | Quebrada de Sacua             | Estacional | 595,79          | 2,29                          |
| TUY | Quebrada Las Vegas            | Estacional | 405,62          | 1,56                          |
| TUY | Quebradas Tuy Norte 1         | Estacional | 387,56          | 1,49                          |
| TUY | Quebrada Oripipa              | Estacional | 377,64          | 1,45                          |
| TUY | Quebrada Chacao               | Estacional | 329,90          | 1,27                          |
| TUY | Quebradas Tuy Norte 3         | Estacional | 199,53          | 0,77                          |
| TUY | Quebradas Tuy Norte 2         | Estacional | 179,51          | 0,69                          |
| MAITANA | Subtotal                      |            | 8.138,19        | 31,26                         |
| MAITANA | Quebradas Maitana Sur 1       | Permanente | 1.773,69        | 6,81                          |
| MAITANA | Qda. Palo Negro Santa María   | Permanente | 1.556,65        | 5,98                          |
| MAITANA | Quebrada Seca                 | Estacional | 1.064,93        | 4,09                          |
| MAITANA | Quebrada Maucagua             | Estacional | 1.038,73        | 3,99                          |
| MAITANA | Quebrada Popuere-Las Comadres | Permanente | 460,37          | 1,77                          |
| MAITANA | Quebrada Mapurite             | Estacional | 387,55          | 1,49                          |
| MAITANA | Quebrada Guacarapa            | Estacional | 330,04          | 1,27                          |
| MAITANA | Quebrada Maitana Norte 6      | Estacional | 303,44          | 1,17                          |
| MAITANA | Quebrada Maitana Norte 5      | Estacional | 217,68          | 0,84                          |
| MAITANA | Quebrada Maitana Norte 10     | Estacional | 146,16          | 0,56                          |
| MAITANA | Quebrada Maitana Norte 3      | Estacional | 142,91          | 0,55                          |
| MAITANA | Quebrada Maitana Norte 7      | Estacional | 132,76          | 0,51                          |
| MAITANA | Quebrada Maitana Norte 11     | Estacional | 126,64          | 0,49                          |
| MAITANA | Quebrada Maitana Norte 1      | Estacional | 107,98          | 0,41                          |
| MAITANA | Quebrada Maitana Norte 9      | Estacional | 100,10          | 0,38                          |
| MAITANA | Quebrada Ño Marco             | Estacional | 92,25           | 0,35                          |
| MAITANA | Quebrada Maitana Norte 4      | Estacional | 74,31           | 0,29                          |
| MAITANA | Quebrada Maitana Norte 8      | Estacional | 60,22           | 0,23                          |
| MAITANA | Quebrada Maitana Norte 2      | Estacional | 21,78           | 0,08                          |
| CHARALLAVE | Subtotal                      | Permanente | 4.527,00        | 17,38                         |
| CHARALLAVE | Quebrada Paracotos            | Estacional | 2.739,17        | 10,52                         |
| CHARALLAVE | Quebrada Mesia                | Estacional | 1.602,10        | 6,15                          |
| CHARALLAVE | Quebrada Charallave           | Permanente | 185,73          | 0,71                          |
| Fuente: Armas I, e Ylarraza T. (2007) Consideraciones Geográficas para la autonomía político administrativa de la Parroquia Paracots, Estado Miranda. UCV Caracas |                               |            |                 |                               |

Debido a la existencia de varios pisos climáticos en la parroquia Paracotos, que van desde el piso bajo tropical, pasando por el premontano hasta el piso medio alto, se estima que es factible introducir una variedad de cultivos adaptados a las condiciones ambientales de estas zonas. El café bajo sombra, por ejemplo, se adapta muy bien en el piso medio y alto. De las frutas, el aguacate, el mango y el cambur se adaptan bien a las condiciones del piso premontano, y en el piso más bajo, cultivos como la yuca, ocumo y ñame. En suelos de tendencia arenosa se pueden obtener importantes resultados, con cultivos como la patilla, melón, auyama, además de la práctica hidro y organóponica. Por último, es importante destacar que la introducción en el área de sistemas agrícolas que no protejan suficientemente los suelos, están contraindicados debido a las condiciones del relieve local, las cuales de por sí implican riesgos naturales por deslizamientos de tierra, erosión generalizada, etc.
Cabe señalar además, que actualmente en Paracotos se cultiva en pequeños espacios, una producción comercial de pequeña escala de rubros como el cambur, aguacate, hortalizas, leguminosas, maíz, yuca, ocumo y ñame, entre los más importantes, cultivos cuyos requerimientos de temperatura y humedad se corresponden con las condiciones agroclimáticas de la zona.

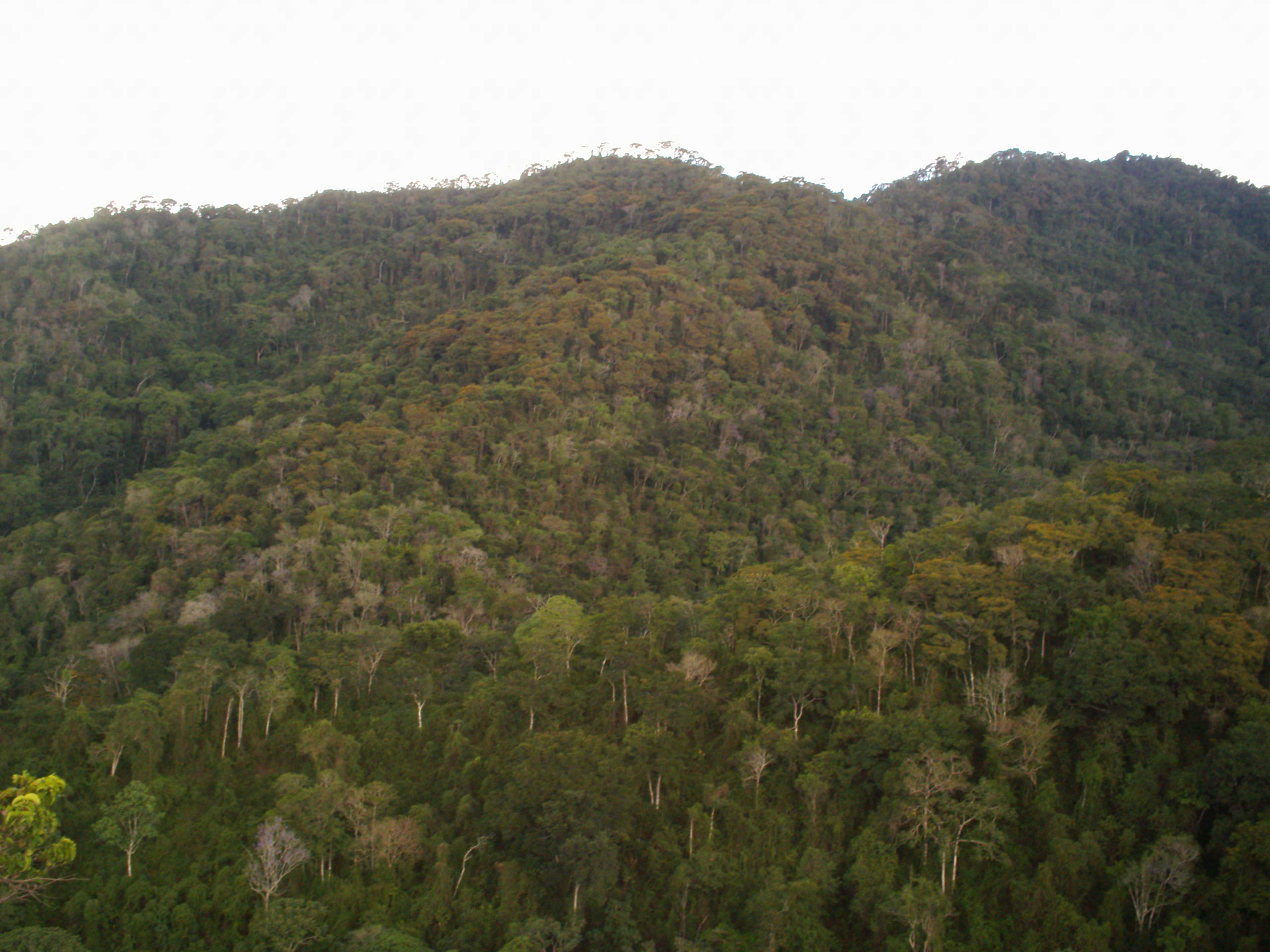
Figura 8: Zona boscosa al centro de la Parroquia. Nótese la alta densidad en la cobertura vegetal del área.

Según las zonas de vida de Holdridge, la vegetación varía desde el “bosque húmedo premontano”, en las zonas de mayor relieve, hasta el “bosque seco tropical” en las zonas más bajas, esta última, donde se ubican la mayoría de las actividades humanas de bosques poseen una flora bastante nutrida y rica, donde se pueden encontrar numerosas especies como el araguaney, apamate, caoba, bucare, samán y algunas especies arbustivas y herbáceas, entre otros (Figuras 8 y 9).

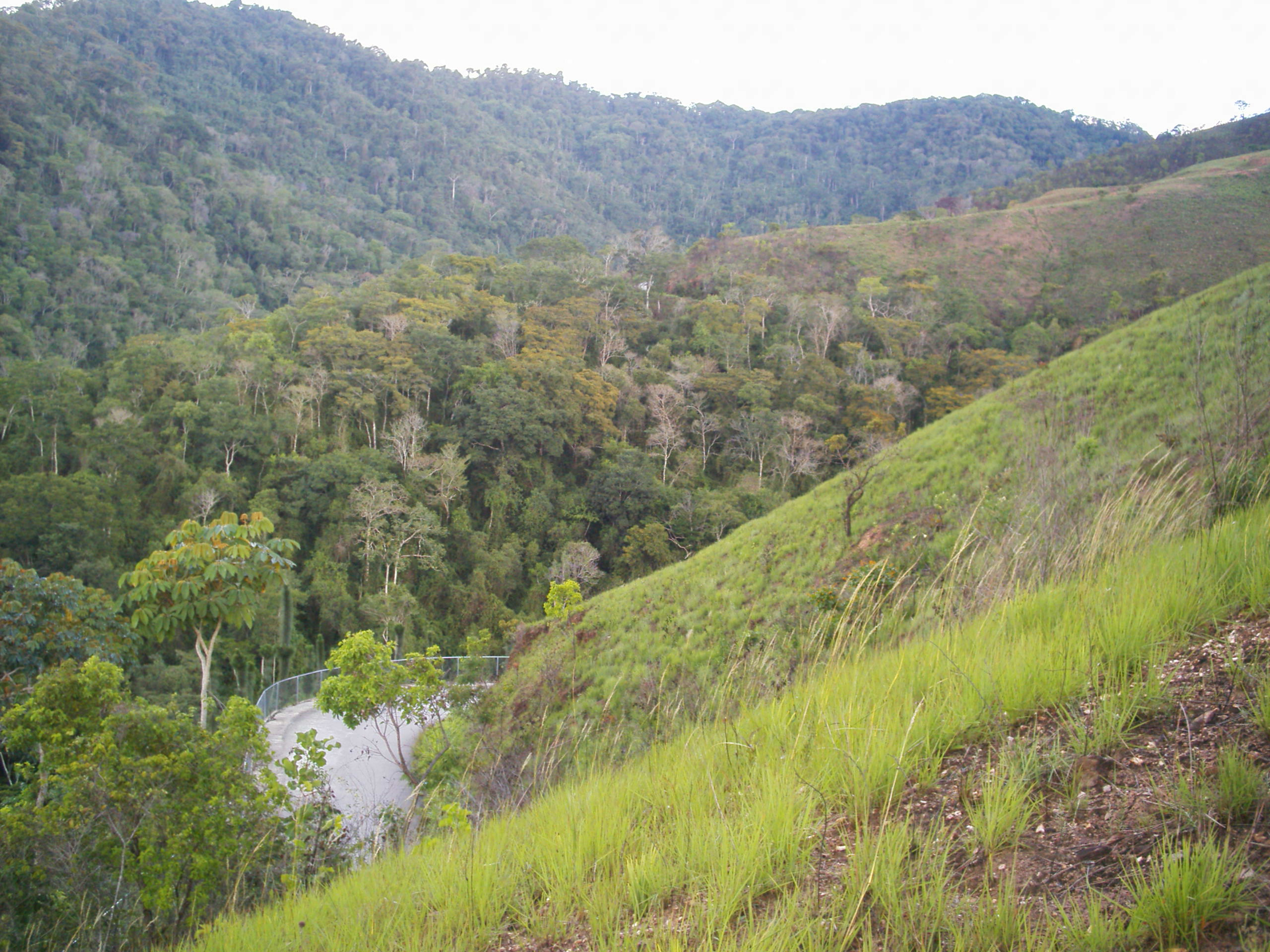
Figura 9: Aspectos de la vegetación de la Parroquia. Nótese la variación del tipo de vegetación y cobertura en ambas vertientes.

Los bosques naturales poco intervenidos, a la vez de ser un importante recurso como productores, protectores y recreativos representan una importancia capital para la diversidad genética, ecológica, estética, cultural y científica en el ámbito parroquial. Pero debido a las condiciones topográficas predominantes, su aprovechamiento inadecuado puede impactar irreversiblemente los factores ecológicos, sociales y económicos del área (Figuras 8 y 9).
En la parroquia Paracotos, los espacios cubiertos con bosque se han tratado de proteger mediante la creación de la Zona Protectora del Área Metropolitana de Caracas. Sin embargo, la implementación de esta figura jurídica no se establece para proteger los recursos de Paracotos, sino para favorecer políticas futuras tendientes al crecimiento y expansión de la ciudad de Caracas. Esto es previsible, al observar que históricamente en muchas áreas de Paracotos ha existido una explotación del recurso bosque, mayormente para fines recreacionales y de esparcimiento de los habitantes del Área Metropolitana de Caracas (Club Campestre Paracotos, Campamento El Tamao, entre otros). Asimismo, se observan algunas franjas de cultivos en laderas de pendiente relativamente irregular, representadas por una agricultura de subsistencia desarrollada para satisfacer la demanda de productos agrícolas de la población diseminada de la Parroquia.
La vegetación predominante de la Parroquia está condicionada en gran parte por los cambios de humedad. De allí la presencia de una gran extensión de bosques siempre verdes a lo largo de la serranía sobre la divisoria de aguas en aquellos sitios donde se concentra la mayor cantidad de humedad. A menores altitudes, donde la humedad es más restringida se desarrollan herbazales, matorrales, bosques semi-caducos así como manchas de sabanas, los cuales están azotadas periódicamente por quemas espontáneas resultantes de la sequía y combustibilidad de la vegetación, o por quemas de origen antrópico que son consecuencia de las prácticas realizadas por los campesinos conuqueros y ganaderos extensivos que ocupan gran parte de las laderas medias y bajas (Figura 9). 

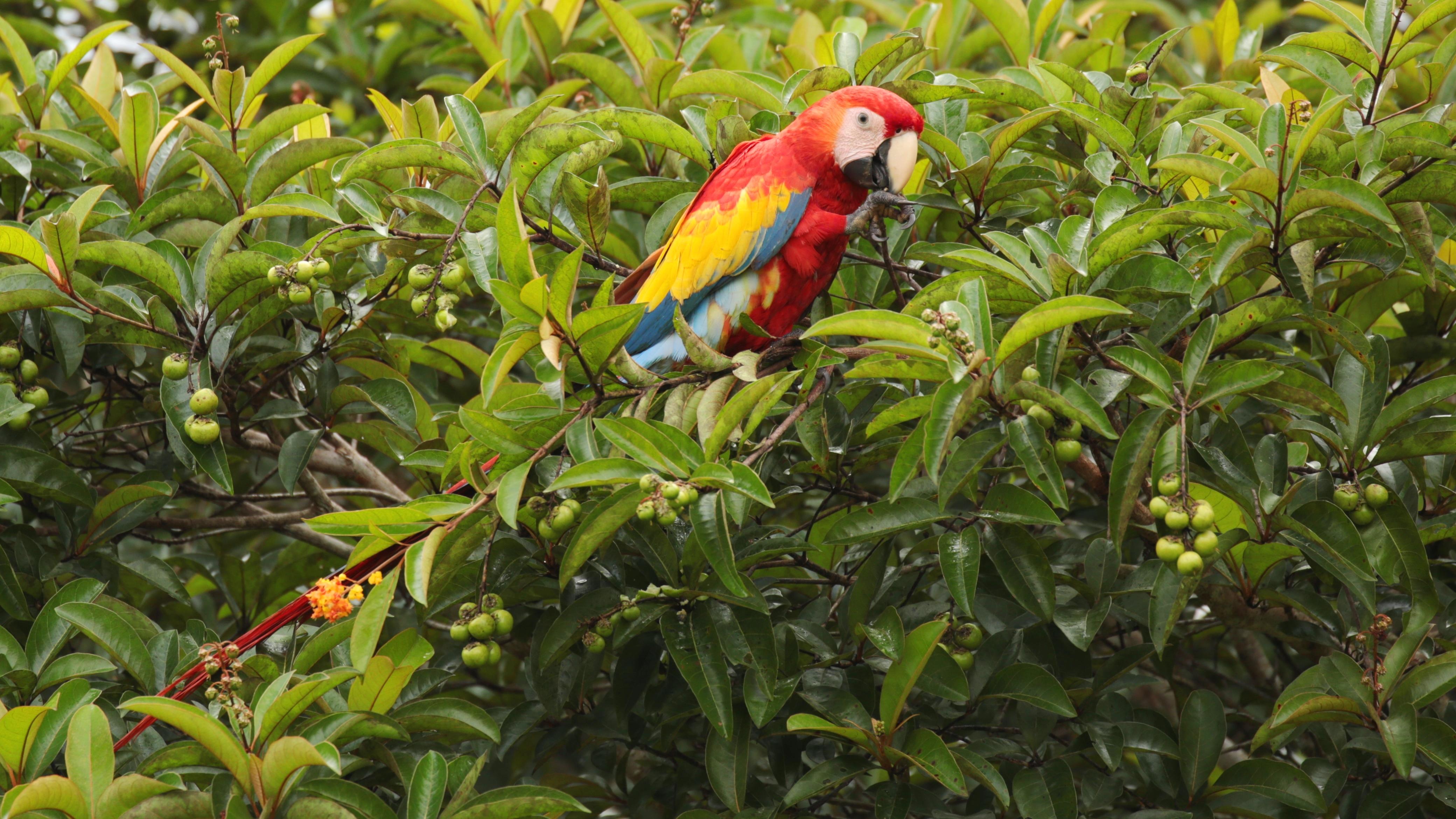
Figura 10: Fauna silvestre típica de la zona boscosa de la Parroquia.

Referente a la fauna silvestre, está por lo general esta asociada a los ecosistemas presentes en la Parroquia. Destacan mayormente las aves (loros, pericos, guacamayas, guacharacas, gavilanes, etc.), reptiles (iguanas, morrocoyes, lagartijas, etc.) y algunas especies de mamíferos pequeños (venados, cunaguaros, etc.) (Figura 10).

#### Las condiciones hidrográficas e hidrológicas
Por su parte, la combinación del clima y la fisiografía en el tiempo geológico, ha dado origen a la formación de una red hidrográfica bastante densa, en su mayoría con características dendríticas y constituida por cursos de agua generalmente de poca trayectoria y caudal que en su mayoría constituyen fuentes de aprovechamiento actual y futuro si se regula el uso del espacio en las márgenes de los cursos de agua.
La mayoría de los cursos de agua drenan en dirección este-oeste con muy pocas excepciones de norte-sur, los mismos drenan sus aguas hacia el mar Caribe a través del río Tuy que es el principal colector de la región. Son por lo general corrientes de agua, cuyo caudal aumenta durante la época de lluvias y disminuye hasta desaparecer por completo en la mayoría de los cursos durante el período seco (Tabla 1, Gráfico 1, Figura 7).
La disposición de la red hidrográfica y el caudal de la misma es función de la naturaleza geológica y litológica del territorio que atraviesan y del clima imperante en la región. En la parroquia Paracotos fueron identificadas, delimitadas y caracterizadas un total de tres (3) subcuencas principales con sus microcuencas, todas pertenecientes a la unidad hidrográfica del río Tuy y su cuenca (Cuadro 1, Tabla 1, Mapa 4).
| Subcuenca                                                               | Superficie | Superficie | % Respecto | % Respecto         |
|                                                                         | Ha         | Km²        | Parroquia  | Cuenca del Río Tuy |
| ----------------------------------------------------------------------- | ---------- | ---------- | ---------- | ------------------ |
| TOTAL                                                                   | 15.739,30  | 157,40     | 100,00     | 2,3                |
| Maitana                                                                 | 8.138,20   | 81,40      | 51,72      | 1,2                |
| Charallave                                                              | 4.527,00   | 45,30      | 28,78      | 0,7                |
| Tuy                                                                     | 3.074,10   | 30,70      | 19,50      | 0,4                |
| La superficie de la cuenca del río Tuy es de 6.883 km² aproximadamente. |            |            |            |                    |

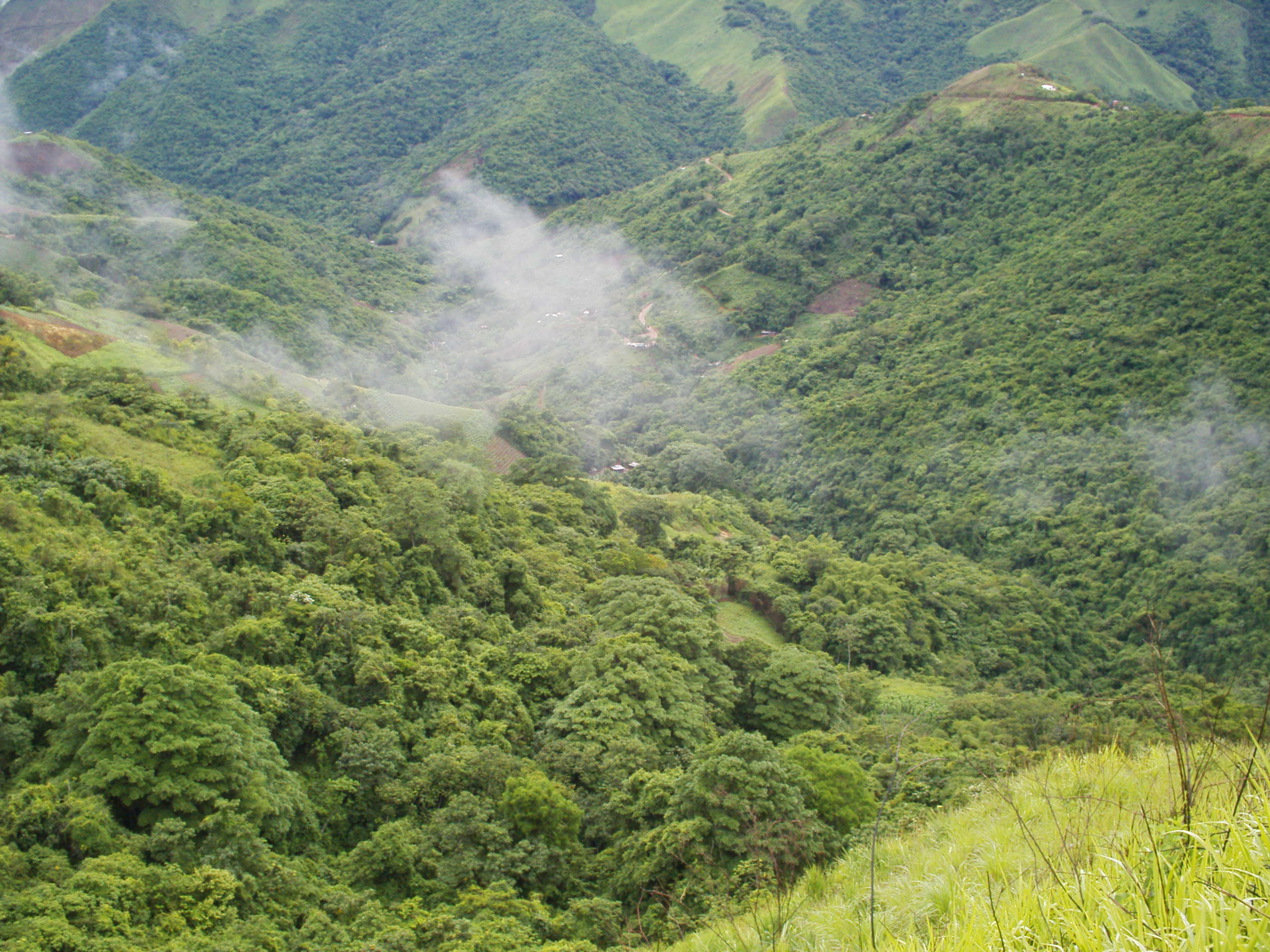
Figura 11: Panorámica del valle de la quebrada Maitana vista desde el sector Loma del Viento en la localidad de Paracotos. Nótese la profundidad del valle y la exuberancia de la vegetación típica del ecosistema local.

El curso del río Tuy, el cual representa parte del límite sur con la parroquia Tácata (Figuras 5 y 6), recibe todas las aguas de la parroquia a partir de numerosas subcuencas y microcuencas internas del ámbito parroquial. Su curso por Paracotos tiene una dirección oeste-este, a lo largo de una zona de fallas, y en todo su recorrido presenta un relativo perfil de equilibrio, que conjuntamente con la estructura regional dominante controlan el resto del drenaje de la parroquia. Los otros cursos importantes que drenan esta localidad, son las quebradas Maitana, Paracotos, Santa María-Palo Negro, Piedras Azules y Mesia entre otras, todas controladas por fallas y emplazadas en angostos valles intramontanos y gargantas profundas en el interior de las montañas de la Serranía del Interior (Cuadro 1, Tabla 1, Mapas 2 y 4, Figuras 11 y 12).

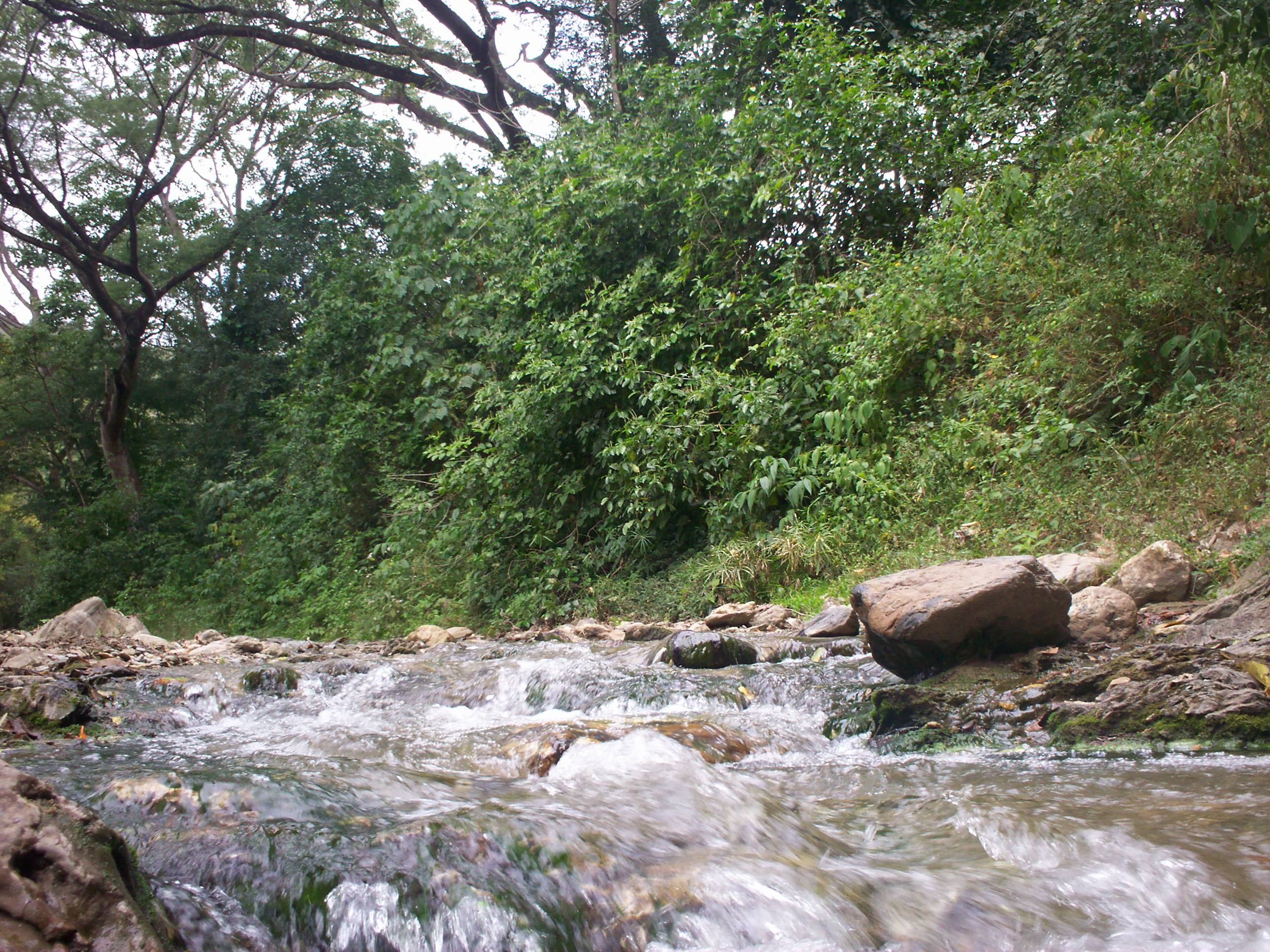
Figura 12: Quebrada Santa María en las cercanías a su recorrido por la planicie aluvial. Nótese las características del cauce en esta área, que esta emplazada sobre el basamento y las aguas conservan un aspecto cristalino.

De acuerdo a la dirección del drenaje de los cauces, la subcuenca Maitana, en la parte norte de la localidad , drena hacia el oeste hasta desembocar en el río Tuy, a través de la quebrada Maitana que es el curso principal de la red, además de ser la cuenca de mayor extensión y potencial hidroclimático dentro de la parroquia (Cuadro 1, Tabla 1). Los principales tributarios de esta subcuenca son las quebradas Maucagua, Santa María-Palo Negro y Seca con sus numerosos afluentes, las cuales afluyen por la margen Norte de la quebrada Maitana en sentido noreste-suroeste, respectivamente (Mapa 4).
En la parte sur, la subcuenca Tuy también drena sus aguas en sentido Noreste-Suroeste, siendo la de menor extensión y potencial hidroclimático dentro de su parte, la subcuenca Charallave ocupa todo el extremo oriental y parte de la porción central de la parroquia  y drena sus aguas hacia el Este, a través de la quebrada Paracotos, llamada Charallave a partir de la confluencia de la quebrada Mesia en los límites con el municipio Cristóbal Rojas. Esta última se caracteriza por ser más seca que el resto de las subcuencas de Paracotos, coincidiendo con las características de la zona de vida de “bosque seco tropical” (Cuadro 1, Tabla 1, Mapa 4).
La red hidrográfica total comprende cinco (5) cursos de agua de régimen permanente y la mayoría de ellos se ubican en la subcuenca Maitana. Además cuenta con innumerables quebradas, zanjones y torrentes de menor tamaño y de drenaje estacional, cuyas cuencas en algunos casos se encuentran afectadas por la ocupación humana y en otras se presentan en su condición natural (Tabla 1, Figura 12).
Todo el sistema hidrográfico que integran estas subcuencas, presentan un comportamiento hidrológico determinado por las mismas características del régimen pluviométrico se considera que esta similitud se debe a que con la excepción del río Tuy, el resto de la red fluvial no recibe aportes externos que pudiesen modificar el patrón hidrológico local. De esta manera, los meses de mayor precipitación (mayo-noviembre) coinciden con el período de máximo escurrimiento, el cual disminuye considerablemente en el período seco (diciembre-abril-mayo) que representa el período de aguas bajas (Gráfico 1, Figura 7). El patrón hidrológico local suele iniciar el ascenso de sus aguas desde finales de mayo, mes en el comienzan las lluvias en la región, y su aporte va en aumento al intensificarse las mismas, con un gran máximo entre los meses de junio y septiembre. Luego decae su caudal progresivamente hasta el mes de noviembre, cuando cae abruptamente hacia los niveles de escurrimiento más bajos, y cuando la mayoría de los cursos de agua comienzan a secarse, presentándose el mínimo entre febrero y marzo, cuando los cursos de agua de régimen permanente alcanzan su más bajo caudal durante el año (Cuadro 1, Tabla 1, Figura 7).
Desde el punto de vista hidrológico, las quebradas Maitana y Santa María revisten gran importancia como fuentes de agua superficial de la Parroquia Paracotos, ya que podrían utilizarse para consumo doméstico, industrial y para riego complementario, al menos durante los dos primeros meses de la época seca. Como recurso hídrico, las quebradas señaladas se estiman como un potencial para satisfacer la demanda de agua potable para la población local, además de su utilización mediante el almacenamiento para fines industriales y agrícolas. Al respecto, la subcuenca Maitana se considera como el recurso hidráulico más importante con que cuenta la Parroquia Paracotos, y una de las fuentes de agua de gran importancia en el ámbito subregional, por la relativa poca afectación existente en el área (Tabla 1, Figuras 7, 11 y 12, Mapa 4).
La disponibilidad de agua en las fuentes superficiales de la Parroquia Paracotos es variable entre una subcuenca y otra, según las posibilidades de aprovechamiento y el rendimiento promedio al nivel de subcuenca, pese a que las condiciones físico espaciales del área son relativamente homogéneas. En este sentido, el rendimiento promedio se reduce de oeste a este, en la parte norte de la Parroquia, hasta llegar aproximadamente a la confluencia de la quebrada Santa María-Palo Negro en la quebrada Maitana (noroeste), y pasa a ser más limitado el rendimiento en el sector Sur de la Parroquia, conformado por las subcuencas Charallave (sureste) y Tuy (suroeste) (Tabla 1, Mapa 4).

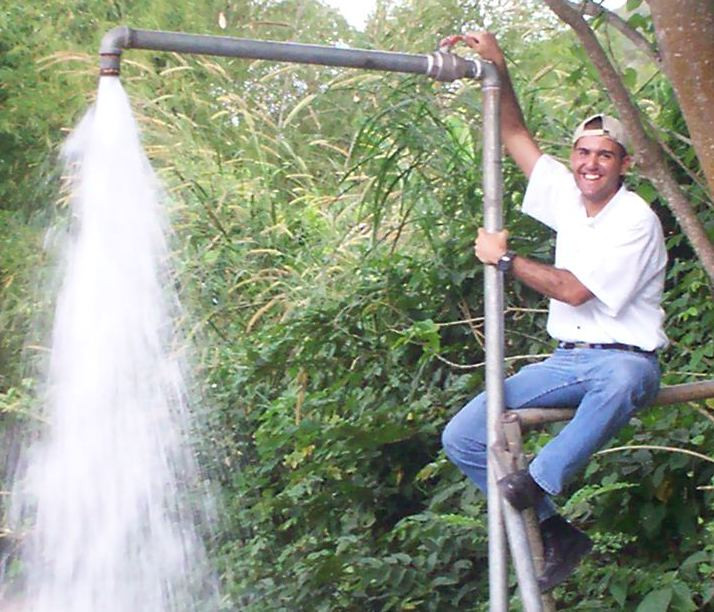
Figura 13: Toma hidráulica en el pozo Los Lirios (La Enea), subcuenca Maitana. Nótese la presión del agua, lo cual evidencia la alta capacidad de la fuente para el abastecimiento hídrico local.

Se han identificado varios sitios de aprovechamiento hidráulico en el ámbito de la Parroquia, la mayoría de ellos de fuentes subterráneas. De ellos, solamente se utilizan actualmente cuatro (4), que presentan un gasto medio y una capacidad de conducción de 35,0 y 36,0 litros por segundo, respectivamente, de las treinta y nueve (39) fuentes aprovechadas actualmente en el municipio Guaicaipuro (Cuadro 2), los cuales presentan una infraestructura en relativo buen estado de mantenimiento (Figura 13), y la totalidad de su aprovechamiento es para el consumo doméstico de los asentamientos humanos emplazados en el Sistema Hidráulico Panamericano. Otros sitios no cuentan con ningún tipo de estudios y otros están en fase de proyecto para fortalecer el abastecimiento de agua al Sistema Panamericano.  Los sitios restantes están representados por acuíferos locales y discontinuos, cuyo aprovechamiento se realiza principalmente por manantiales en aquellos casos que existe presencia humana en los alrededores.
Asimismo, según estudios del Ministerio del Ambiente y de los Recursos Naturales Renovables, la cantidad de agua en fuentes superficiales de la Parroquia en condiciones medias anuales, es variable de acuerdo a la subcuenca hidrográfica de que se trate. Así, el volumen de agua oscila entre 5,30x106 metros cúbicos en la Subcuenca Charallave y 16,29x106 metros cúbicos en las subcuencas Maitana y Tuy, el caudal superficial neto entre 0,17 y 0,52 metros cúbicos por segundo, y la lámina de agua entre 10,0 y 12,0 centímetros, respectivamente (Mapa 4). Con referencia a las fuentes de agua subterránea, el volumen varía entre 1,67x106 metros cúbicos en la Subcuenca Charallave y 4,48x106 metros cúbicos en las subcuencas Maitana y Tuy, el caudal superficial neto entre 0,05 y 0,14 metros cúbicos por segundo, y la lámina de agua entre 3,15 y 3,30 centímetros, respectivamente.
| ENTIDAD TERRITORIAL | TIPOS DE FUENTES DE APROVECHAMIENTO (N.º de tomas) Y ORIGEN DE LA FUENTE | TIPOS DE FUENTES DE APROVECHAMIENTO (N.º de tomas) Y ORIGEN DE LA FUENTE | TIPOS DE FUENTES DE APROVECHAMIENTO (N.º de tomas) Y ORIGEN DE LA FUENTE | TIPOS DE FUENTES DE APROVECHAMIENTO (N.º de tomas) Y ORIGEN DE LA FUENTE | TIPOS DE FUENTES DE APROVECHAMIENTO (N.º de tomas) Y ORIGEN DE LA FUENTE | TIPOS DE FUENTES DE APROVECHAMIENTO (N.º de tomas) Y ORIGEN DE LA FUENTE | TIPOS DE FUENTES DE APROVECHAMIENTO (N.º de tomas) Y ORIGEN DE LA FUENTE | TIPOS DE FUENTES DE APROVECHAMIENTO (N.º de tomas) Y ORIGEN DE LA FUENTE | GASTO MEDIO, l/s | GASTO MEDIO, l/s | CAPACIDAD DE CONDUCCIÓN 1(l/s) |
| ENTIDAD TERRITORIAL | Actual                                                                   | Actual                                                                   | Actual                                                                   | Actual                                                                   | Actual                                                                   | Actual                                                                   | En Proyección                                                            | En Proyección                                                            | GASTO MEDIO, l/s | GASTO MEDIO, l/s | CAPACIDAD DE CONDUCCIÓN 1(l/s) |
| ENTIDAD TERRITORIAL | Total actual                                                             | Superficial                                                              | Superficial                                                              | Superficial                                                              | Superficial                                                              | Subt. Total                                                              | Sup. Total                                                               | Subt. Total                                                              | GASTO MEDIO, l/s | GASTO MEDIO, l/s | CAPACIDAD DE CONDUCCIÓN 1(l/s) |
| ENTIDAD TERRITORIAL | Total actual                                                             | Total                                                                    | Rio                                                                      | Qda.                                                                     | Emb.                                                                     | Subt. Total                                                              | Sup. Total                                                               | Subt. Total                                                              | Sup.             | Sub-T.           | CAPACIDAD DE CONDUCCIÓN 1(l/s) |
| --- | ------------------------------------------------------------------------ | ------------------------------------------------------------------------ | ------------------------------------------------------------------------ | ------------------------------------------------------------------------ | ------------------------------------------------------------------------ | ------------------------------------------------------------------------ | ------------------------------------------------------------------------ | ------------------------------------------------------------------------ | ---------------- | ---------------- | ------------------------------ |
| Guaicaipuro | 39                                                                       | 39                                                                       | 2                                                                        | 36                                                                       | 1                                                                        | 8                                                                        | 0                                                                        | 0                                                                        | -                | 47,0             | 528,0                          |
| Paracotos | 4                                                                        | 0                                                                        | 0                                                                        | 0                                                                        | 0                                                                        | 4                                                                        | 0                                                                        | 0                                                                        | -                | 35,0             | 36,0                           |
| Tácata | 1                                                                        | 1                                                                        | 1                                                                        | 0                                                                        | 0                                                                        | 0                                                                        | 0                                                                        | 0                                                                        | -                | 0,0              | 50,0                           |
| Altagracia de la Montaña | -                                                                        | -                                                                        | -                                                                        | -                                                                        | -                                                                        | -                                                                        | -                                                                        | -                                                                        | -                | -                | -                              |
| Cecilio Acosta | -                                                                        | -                                                                        | -                                                                        | -                                                                        | -                                                                        | -                                                                        | -                                                                        | -                                                                        | -                | -                | -                              |
| Los Teques | 8                                                                        | 4                                                                        | 0                                                                        | 4                                                                        | 0                                                                        | 4                                                                        | 0                                                                        | 3                                                                        | -                | 12,0             | 46,0                           |
| San Pedro | 8                                                                        | 8                                                                        | 1                                                                        | 7                                                                        | 0                                                                        | 0                                                                        | 0                                                                        | 0                                                                        | -                | -                | 150,0                          |
| El Jarillo | 26                                                                       | 26                                                                       | 0                                                                        | 25                                                                       | 1                                                                        | 0                                                                        | 0                                                                        | 0                                                                        | -                | -                | 200,0                          |
| 1/ Oferta actual en fuentes. Capacidad de las obras de conducción desde las fuentes hídricas, en litros por segundo. Notas: 1. Doméstica para el Municipio Guaicaipuro es de 250,0 litros/día/habitante. 2. La Demanda Teórica Urbana para el Municipio Guaicaipuro es de 312,0 litros/día/habitante. 3. El balance hídrico en fuentes para el Municipio Guaicaipuro es de . Fuente: Ministerio del Ambiente-Hidrocapital-Sistema Panamericano, julio de 2006. Elaboración propia. |                                                                          |                                                                          |                                                                          |                                                                          |                                                                          |                                                                          |                                                                          |                                                                          |                  |                  |                                |

Lo anterior representa un potencial hidrológico total aprovechable en condiciones medias anuales para la Parroquia, que comprende un volumen de 27,74x106 metros cúbicos, y un caudal superficial neto de 0,88 metros cúbicos por segundo, y de cuyo potencial solo es aprovechado en la actualidad una reducida porción (Cuadro 2)
Con relación a la calidad del agua, una de las condiciones prevalecientes en la mayoría de las fuentes de agua de la parroquia Paracotos es la media a baja calidad que presentan, debido principalmente a contaminación de origen urbano e industrial proveniente de los principales centros poblados de la zona. También hay contaminación en las aguas subterráneas proveniente de la percolación de aguas residuales hasta el manto freático, debido a la inexistencia de redes de cloacas en la totalidad de los asentamientos humanos emplazados principalmente en la subcuenca Maitana.

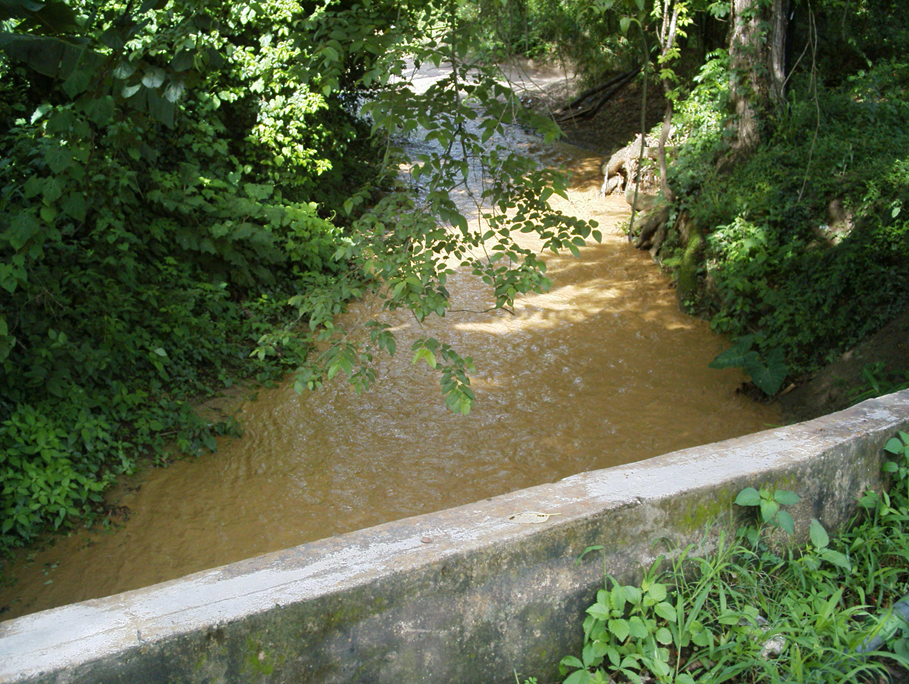
Figura 14: Curso de la quebrada Maitana en la localidad de La Enea próximo al pozo de extracción del Sistema Hidráulico Panamericano. Aquí las aguas muestran una mayor presencia de sedimentos, dada su coloración.

Por otra parte, en época de lluvias la gran cantidad de sedimentos en las partes alta y media de las cuencas afectan adicionalmente la calidad de las aguas superficiales, disminuyendo la capacidad hidráulica de los cauces en sus partes bajas, aumentado el riesgo por desbordes y deslizamientos de terreno en las márgenes del cauce y, consecuentemente las inundaciones en las estrechas planicies bajas. Las principales razones para que esta situación se genere es la eliminación de la cobertura vegetal por deforestaciones para ejecutar prácticas de agricultura de subsistencia, y recientemente por las actividades ejecutadas por empresas extractivas de minerales no metálicos (arena y grava principalmente), quienes modifican constantemente la dirección del cauce originando además del deterioro de la calidad de las aguas, una progresiva degradación ambiental en el área (Figuras 12 y 14).
Un análisis somero de la calidad de las aguas fluviales y subterráneas, destaca que los mayores focos de contaminación se presentan en las cercanías de la localidad de Paracotos, por su carácter de principal centro poblado en las subcuencas Maitana y Charallave (Mapa 4). Esta situación hace que estas aguas sean inapropiadas para la gran mayoría de los usos y puede constituir en una amenaza para la salud pública y el entorno ambiental de no corregirse los efectos nocivos de las actividades humanas en el área. Sin embargo, el área donde comienza su recorrido de planicie aluvial la quebrada Maitana, en las cercanías de la localidad de Maitanita, hasta la confluencia de la quebrada Popuere, la calidad del agua es, según la temporada, de excelente a buena, pudiéndose aprovechar para riego complementario en las zonas de cultivo emplazadas en su recorrido, también resultaría acertado realizar  estudios sanitarios  para  verificar la  posibilidad  de que  esta agua pueda utilizarse para el consumo doméstico.
Por su parte, las aguas subterráneas en su mayoría presentan concentraciones de carbonato y bicarbonatos debido a la litología característica de la región, destacada en líneas anteriores. La calidad de las aguas depende de la localidad de ubicación de los mantos acuíferos, presentando mejor calidad, en la medida que el sitio de la fuente este menos intervenido por las actividades humanas.

#### Los suelos y la capacidad de uso de las tierras
Genéticamente los suelos de la Parroquia, pertenecen al orden de los inceptisoles en su gran mayoría, pudiéndose encontrar localmente otros órdenes más desarrollados. El orden Inceptisol incluye suelos con una incipiente evolución pedogenética que se manifiesta en segregación de sesquióxidos, desarrollo de estructura, movimiento de carbonatos, con amplia variación de la reserva mineral. Los subórdenes más comunes son los Aquepts y los Tropepts, los primeros presentan mal drenaje y su efecto se manifiesta mediante moteados, ocurriendo comúnmente en bancos bajos y bajíos de las planicies aluviales de las quebradas Maitana y Santa María-Palo Negro, principalmente. Los Tropepts, usualmente caracterizados por desarrollo de la primera terraza de las planicies aluviales, abanicos o conos aluviales y laderas montañosas estables, son por lo general de origen aluvio-coluvial, moderados a bien drenados y de colores pardo a rojizo dominantes, ubicándose en su mayoría en las laderas de las montañas.

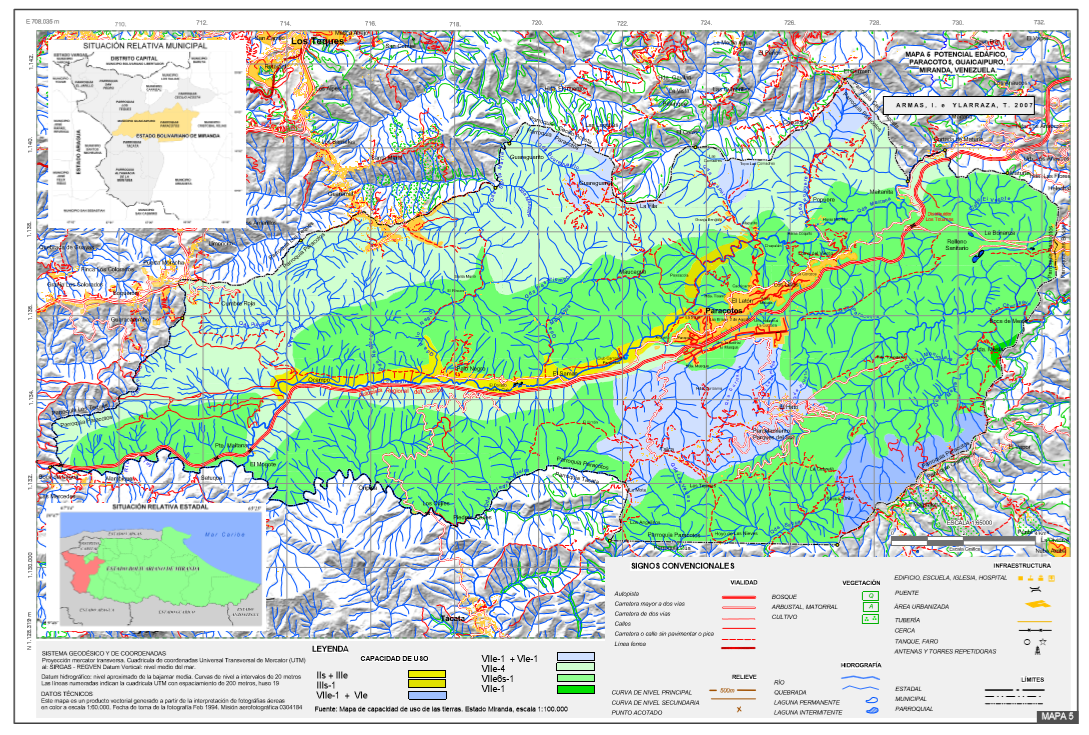
MAPA 5 POTENCIAL EDÁFICO, PARACOTOS, GUAICAIPURO, MIRANDA, VENEZUELA

Perfiles de suelo bien desarrollados se ven raramente en la Parroquia. La gran cantidad de fallamiento y rejuvenecimiento ha resultado en una continua profundización de las corrientes de agua, de tal manera que gran parte del terreno presenta pendientes inclinadas. Debido a la pluviosidad característica del área, la mayor parte de los productos de meteorización son transportados antes de tener una oportunidad de desarrollarse en suelo maduro. Los estrechos valles de las quebradas son localmente capaces de retener parte del material, produciéndose la mayoría de los suelos de cierto valor agrícola, principalmente en la parte media de la quebrada Maitana (Mapa 5).
Generalmente los suelos de la Parroquia son de baja fertilidad, lo cual restringe la actividad agrícola a los pequeños valles intramontanos, donde la estrecha faja aluvial de suelos relativamente fértiles (clases II y III, por capacidad de uso) permite la instalación de varios cultivos intensivos. Estos valles están bordeados por un relieve colinoso, cuyos suelos moderadamente fértiles hacen posible el desarrollo de una ganadería extensiva y semi-intensiva, con algunas manchas de cultivos hortícolas y mixtos principalmente.
Del total de 15.739,25 hactáreas que comprenden la parroquia Paracotos, solamente una pequeña superficie, menor del 3 por ciento del total, corresponde a tierras de mediano a alto potencial agrícola (clases II y III). De allí surge la necesidad de proteger estas áreas, en vista de la previsible expansión futura de las áreas urbanas e industriales dentro de la región por la inauguración del sistema ferroviario nacional en su tramo Caracas-Tuy Medio. En función de esto se propone la siguiente delimitación con el fin de organizar espacialmente las tierras de acuerdo a su vocación natural:
Tierras de los valles intramontanos: corresponden a pequeños valles aislados, alargados y angostos situados entre las vertientes montañosas. Están formados por suelos derivados de depósitos aluvio-coluviales, moderadamente profundos y fértiles a moderadamente fértiles, con topografía ligera a moderadamente ondulada (pendiente de 1 a  8%), y ocasionalmente pueden presentar problemas de pedregosidad superficial. Son tierras que por las características edáficas y climáticas pueden ser utilizadas de preferencia con café, frutales y cultivos hortícolas. Abarcan las tierras de clase II y III por capacidad de uso y tienen una superficie total de 438,42 hactáreas. (Tabla 2).
Tierras de las áreas montañosas: estas comprenden las tierras más abundantes dentro de la parroquia Paracotos (Tabla 2). Poseen por lo general suelos poco profundos, de clases VI, VII y VIII por capacidad de uso y con limitaciones principalmente por erosión y suelo. Comprenden suelos de baja fertilidad, sin sales, ácidos y de drenaje externo rápido e interno moderado a rápido. Su potencial agrícola es muy bajo a extremadamente bajo con restricciones hídricas, topográficas y agrológicas importantes, lo cual no implica la limitación total para su uso con fines agrícolas, ya que existen cultivos que se pueden adaptar a estas condiciones. Sin embargo, se recomienda en lo posible una mínima intervención, recomendándose para estos espacios los fines protectores y recreacionales, por poseer numerosos sitios de excepcional belleza escénica y paisajística de montaña, donde se encuentran algunos miradores panorámicos y caídas de agua natural, además de una exuberante y variada vegetación y fauna de montaña (Figuras 8, 10, 11, 15, 16 y 18).
A continuación se desarrolla una breve descripción de las clases por capacidad de uso de la tierra y los espacios ocupados por la actividad humana en el ámbito de la parroquia Paracotos, tomados del Mapa “Capacidad de uso de las tierras del estado Miranda”, escala 1: 100.000, publicado por el Ministerio de Ambiente y de los Recursos Naturales  Renovables:
Asociación de capacidad IIs+IIIe: esta asociación ocupa 365,01 hectáreas. Corresponde a los depósitos aluviales recientes (vegas) que se ubican con frecuencia en las márgenes de la mayoría de los cursos de agua de la parroquia, y a depósitos coluviales en la forma de abanicos depositados por las quebradas que entran lateralmente. La topografía es relativamente plana con pendientes entre el 1 y 8%. El drenaje es bueno con poco peligro de inundación a largos períodos de años. Es un suelo de relativa fertilidad natural, de texturas medianas y a veces estratificado con lentes de arena, puede aparecer un estrato de granzón o piedras a profundidades de alrededor de los 75 centímetros, que no impiden el enraizamiento normal y labores de mecanización agrícola. En los valles pequeños es común encontrar mezclas de materiales aluviales y coluviales, en estos casos el perfil tiene granzón a cascajo pero en cantidades que no obstaculiza considerablemente las labores de mecanización y el enraizamiento de algunas especies de cultivos. Se estima que la mitad de su extensión está ocupada con siembras de pastos, hortalizas y plátanos, entre los más importantes. La otra mitad se encuentra bajo bosque, rastrojo o con siembras de subsistencia. El suelo se adapta a una gran variedad de cultivos tropicales (Tabla 2  y Mapa 5).
Unidad IIIs-1: esta unidad ocupa 73,41 hectáreas localizadas en distintos valles pequeños de la Parroquia. La topografía es plana y la pendiente por lo general es menor de 1%. Son suelos de formación aluvial reciente, fértiles, de texturas medias y con un estrato de granzón que aparece normalmente entre los 30 y 60 centímetros de profundidad. Alrededor de la mitad de su extensión tiene siembras de hortalizas, frutales y pastos, el resto tiene siembras de maíz y cultivos de subsistencia. La poca profundidad al estrato de granzón limita la utilización de este suelo. Se adapta para siembras de hortalizas, tabaco y pastos con riego.  Sin riego es recomendable una sola siembra al año durante el período de lluvias. Los cultivos potenciales incluyen maíz, sorgo, pastos, algodón, oleaginosas y cultivos de subsistencia (Tabla 2 y Mapa 5).
Asociaciones de capacidad VIIe-1+VIe y VIIe-1+VIe-1: ocupan 388,04 y 1.479,53 hactáreas respectivamente, y están localizadas generalmente en las laderas de las montañas. La topografía es moderadamente ondulada con pendientes entre 5 y 60% con un promedio alrededor de 30%. Son suelos profundos, moderadamente fértiles con presencia de cascajo y fragmentos de rocas en el perfil, con drenaje interno moderado y externo rápido. Son de formación residual con áreas apreciables de coluviones en las faldas de las montañas. Generalmente aparecen como microcuencas, valles altos o filas con vegetación natural de bosque denso. (Figuras 8 y 11). Generalmente la textura superficial es media y la del subsuelo arcillosa. Parte de estas tierras están o han sido sembradas con café bajo sombra.  Existen algunas siembras de pastos y últimamente ha habido interés por la siembra de frutales en estas tierras, en aquellos lugares donde existen vías de comunicación. También se encuentran siembras de cítricos, aguacate, mango, cambur y otras plantaciones. Son tierras fácilmente erodables que no deben ser usadas para la siembra de cultivos anuales o aquellos que no aporten una cobertura suficiente a los suelos, sin embargo, existen siembras de subsistencia en tierras antes sembradas de café que han sido deforestadas. No se recomienda, bajo ningún concepto, la deforestación de estas tierras, se considera que el mejor uso es para la siembra de café bajo sombra o la explotación selectiva y sustentable de madera, en segundo lugar pueden ser usadas con siembras permanentes de frutales y pastos, tomando las medidas necesarias para evitar la erosión, entre ellas, siembra en curva a nivel, preferiblemente en pequeñas terrazas, canalización de las aguas de drenaje y dejando franjas de vegetación natural perpendicular al sentido de la pendiente, también se pueden aprovechar varias áreas para el pastoreo extensivo a base de ramoneo y para fines protectores y recreacionales (Figuras 16). Es necesario evitar por completo los incendios (Tabla 3 y Mapa 5).
Unidad de capacidad VIIe-4: esta unidad tiene una extensión de 4.408,67 hactáreas localizada principalmente en la parte Norte y Este de la Parroquia (subcuencas Maitana y Charallave). La topografía es muy ondulada con pendientes entre 20 y 60%. La vegetación natural es de bosque bajo y arbustos. La elevación varía entre 400 y 1.200 m s. n. m. Es un área de aspecto seco donde llueve menos que en el resto de la región (.), los suelos son poco profundos, pedregosos y de texturas arcillosas, son de formación residual con algunas áreas de coluviones en los pies de las faldas montañosas.  Estas tierras tienen un uso limitado para el pastoreo extensivo, visualizándose algunas siembras de subsistencia, que son limitadas debido a la falta de precipitación. Se recomiendan estas tierras solamente para el pastoreo extensivo controlando la cantidad de animales de acuerdo con la capacidad de pastoreo (en las zonas de pendiente más favorables), y para fines protectores y recreacionales. Es indispensable el control de incendios  (Tabla 2 y Mapa 5).
Unidad de capacidad VIIe-6s-1: esta unidad representa más de la mitad de las tierras por capacidad de uso, con 8.701,37 hectáreas   (56,38%). Se concentra en la zona montañosa del Centro y Sur de la Parroquia. La topografía es muy ondulada con presencia de numerosas quebradas y algunas cárcavas y barrancos, donde la pendiente comúnmente varía entre 20 y 60%. Las elevaciones varían entre 200 y 1.000 m s. n. m. Los suelos son de formación residual y poco fértiles, la textura superficial es media y la del subsuelo es arcillosa, con drenaje externo rápido e interno moderado, generalmente son poco profundos.  La vegetación natural es de gramíneas o arbustos, los usos recomendables incluyen el pastoreo extensivo, el uso protector y recreacional. Existen pocas siembras de subsistencia y algunas áreas de rastrojo. Estas tierras están sujetas a procesos erosivos debido a la acción del agua, y en muchas partes este proceso es agudizado por el sobrepastoreo, las quemas espontáneas y(o) inducidas, y las características generales del suelo. La erosión predominante es de tipo laminar con presencia de cárcavas. Se recomienda controlar la quema y regular la cantidad de animales de acuerdo con la capacidad de pastoreo  (Tabla 2 y Mapa 5).
Unidad de capacidad VIIIe-1: existe una pequeña franja de esta unidad en la parte Centro-Norte de  ocupando una superficie de  (Mapa 5). La topografía es ondulada con pendientes generalmente mayores de 60%. Los suelos son de origen residual, moderadamente fértiles, excesivamente drenados, profundos y a veces pedregosos. La vegetación es de bosque denso pluvial virgen, y su elevación varía entre 1.000 y 1.270 m s. n. m.  Estas tierras no son aprovechadas para uso agropecuario debido a las grandes pendientes presentes en el área, tampoco muestran señales de erosión debido a la protección de la densa cobertura boscosa. Se recomienda que estas tierras sean reservadas como zona protectora de fuentes de agua y reserva de flora y fauna, lo cual se justifica por su escasa extensión dentro de la Parroquia (0,13%).  (Tabla 2 y Mapa 5).
Zonas con infraestructura y equipamiento humanos: todas las áreas ocupadas por infraestructura y equipamiento humanos de la Parroquia se designaron con el color canela en el Mapa 5, incluyendo tanto los asentamientos humanos como las zonas industriales y la infraestructura vial existente, que se señala mediante líneas continuas o segmentadas de color rojo (Tabla 2, Mapa 5). En total, esta categoría abarca 302,12 hectáreas.
| CAPACIDAD DE USO | DISTRIBUCIÓN ESPACIAL | SUPERFICIE | SUPERFICIE  |
| CAPACIDAD DE USO | DISTRIBUCIÓN ESPACIAL | ha         | % del Total |
| Superficie Total de la parroquia | Superficie Total de la parroquia | 15.739,25  | 100,00      |
| Total superficie por capacidad de uso | Total superficie por capacidad de uso | 15432,27   | 98,08       |
| --- | --- | ---------- | ----------- |
| IIs+IIIe | Centro geográfico de , a lo largo del valle de la quebrada Maitana.                                                                                      | 365,01     | 2,32        |
| IIIs-1 | Centro geográfico de , a lo largo del valle de la quebrada Maitana.                                                                                      | 73,41      | 0,47        |
| VIIe-1+VIe | Sureste de , hacia el sector de y Sacua Arriba. | 388,04     | 2,47        |
| VII e-1+VIe-1 | Existen dos franjas de estas asociaciones de capacidad: una al norte de la quebrada Maitana y otra de mayor extensión al sur de la misma.                | 1.479,53   | 9,40        |
| VIIe-4 | Se distribuye en la parte norte, desde el extremo oeste al este de y presenta una franja alargada hacia el Centro al sur de la asociación VII e-1+VIe-1. | 4.408,67   | 27,99       |
| VII-6s-1 | Se distribuye paralela a la unidad VIIe-4, en toda la Parroquia, y es la asociación de tierras por capacidad de uso de mayor extensión.                  | 8.701,37   | 55,30       |
| VIIIe-1 | Se limita a una pequeña franja al noreste de , hacia los límites con Cecilio Acosta (Naciente de la quebrada Popuere).                                   | 21,10      | 0,13        |
| Total Zonas con infraestructura y equipamiento humanos | Se distribuye en toda en forma de asentamientos. La superficie mayor se encuentra hacia el centro geográfico de la Parroquia.                            | 302,12     | 1,92        |
| Fuente: Elaboración propia con base en el Mapa de capacidad de uso de las tierras. Estado Miranda. Escala 1: 100.000. Elaborado por Samuel Strebin y Rafael E. Perdomo (MARNR-DGIIA-DIIA-DSVF, junio 1980) | |            |             |

#### El potencial paisajístico y los recursos turísticos

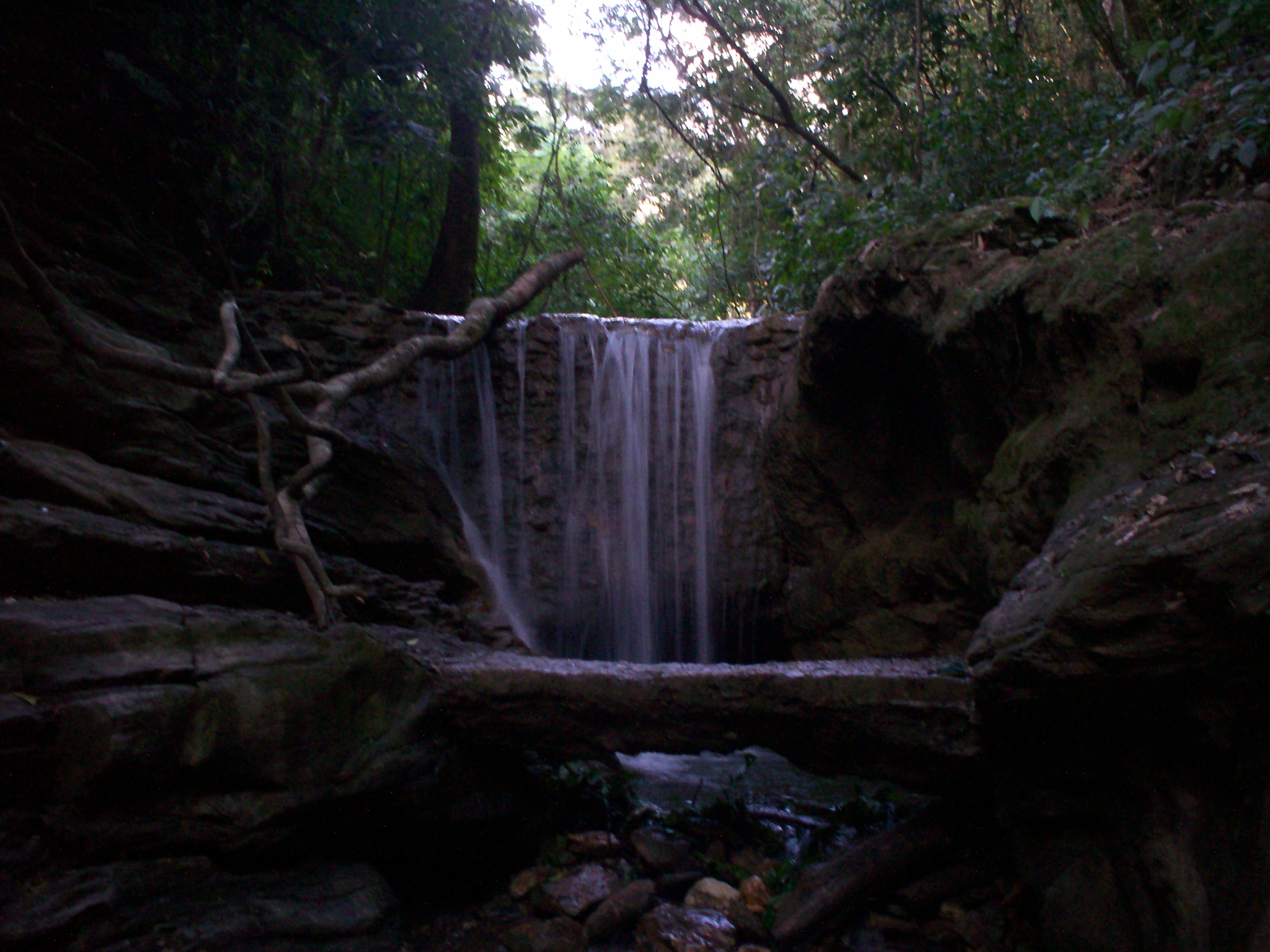
Figura 15: Caída de agua entre La Enea y el sitio Las Comadres, al Norte de la Parroquia. En esta imagen se visualiza con cierto detalle la litología característica del área, en este caso un esquisto fuertemente meteorizado y fracturado.

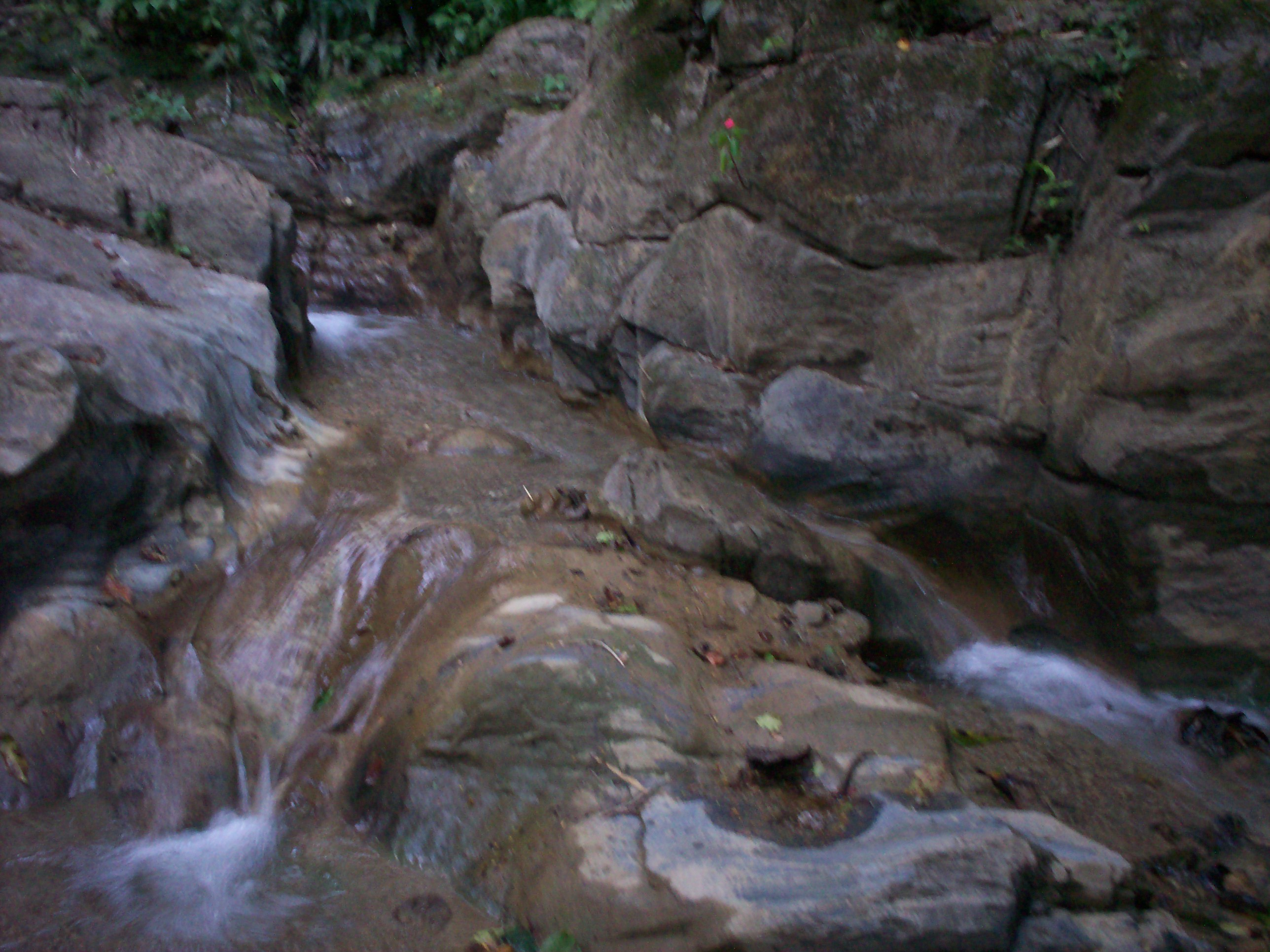
Figura 16: Pozos naturales en las Comadres. En esta vista se denota la litología característica del área.

Los recursos turístico-recreacionales de la parroquia Paracotos son muy numerosos y de gran calidad por su relativa escasa intervención. En los paisajes de montaña existen diversos sitios de excepcional belleza, en su mayoría subutilizados (Figuras 11, 15, 16 y 18). Los bosques y la fauna silvestre con gran variedad de especies, y las condiciones de clima premontano, son de sumo interés, no solamente por la actividad recreacional que en ella se puede desarrollar, sino también por su valor científico y cultural (Figuras 16, 17, 19 a 23). En el área existe cierta infraestructura para la recreación, la cual se considera insuficiente debido a la gran demanda regional. Por otro lado, el potencial de la parroquia Paracotos para el turismo ecológico es elevado, ya que presenta sitios tales como la Fila Las Comadres, Maitanita, Popuere, Guareguare, Santa María, Ocampo, Taica y muchos lugares en la planicie aluvial de la quebrada Maitana principalmente, los cuales podrían ser utilizados y equipados adecuadamente para utilidad de la población (Figuras 11, 12, 15 y 16 , Mapa 6, Tabla 3).

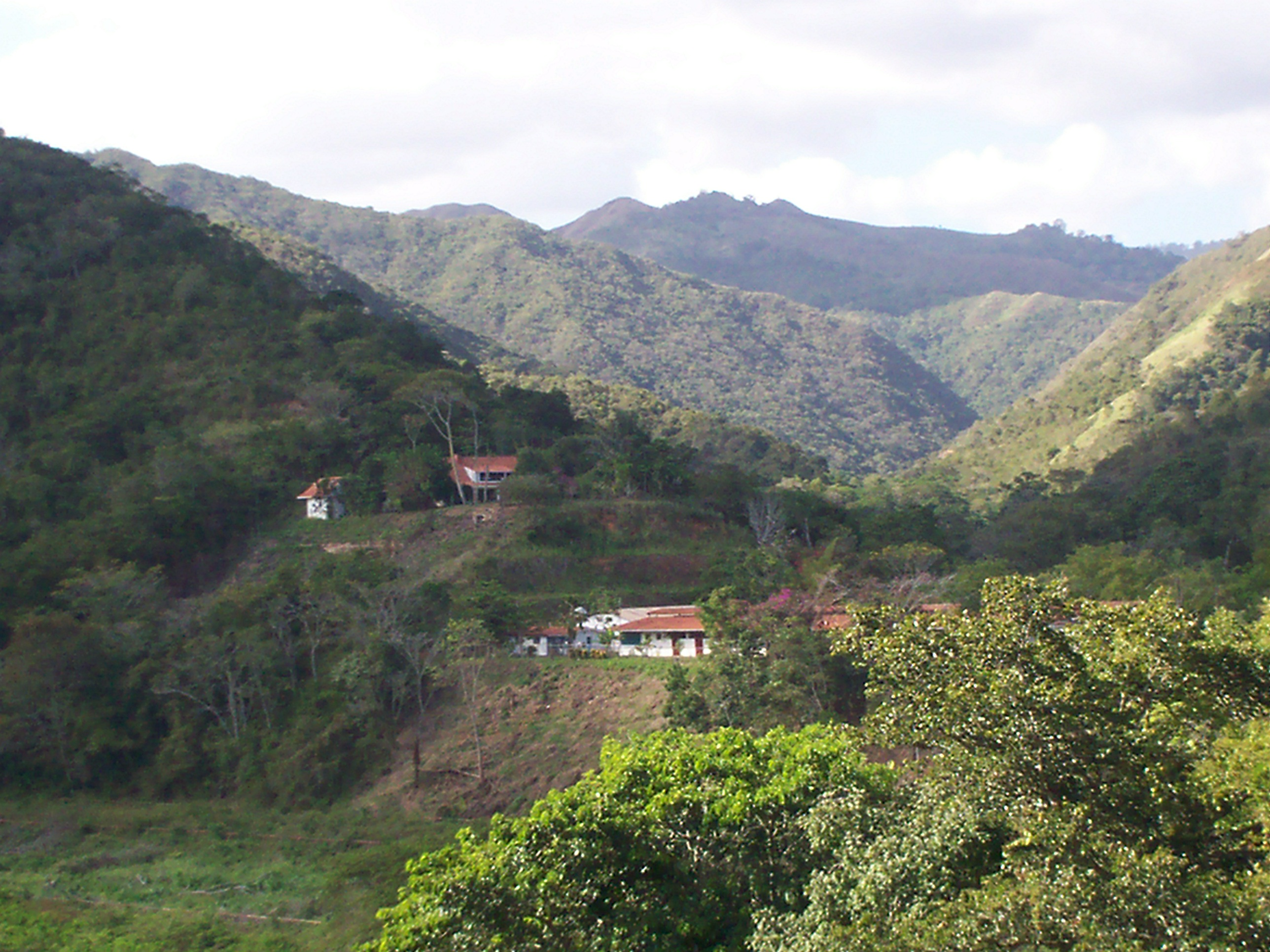
Figura 17: Finca de uso vacacional, y sitio de cría de caballos, La Enea, en la subcuenca Maitana.

Asimismo, las manifestaciones culturales, el patrimonio histórico y la diversidad de centros recreativos, son atractivos turísticos, representando un complemento a las potencialidades naturales. (Tabla 3, Figuras 19 a 31)
En los últimos años, la oferta de espacios abiertos, destinados al esparcimiento de la población dentro del Área Metropolitana de Caracas y los Valles del Tuy Medio, ha venido disminuyendo pese al crecimiento poblacional de la región, sin que haya habido una oferta considerable de espacios para suplir esta demanda.Es así como se plantea la creación de rutas recreacionales y turísticas para aprovechar las riquezas escénicas y paisajísticas de montaña que ofrece la parroquia Paracotos (Figuras 8, 11, 14, 15 y 16).

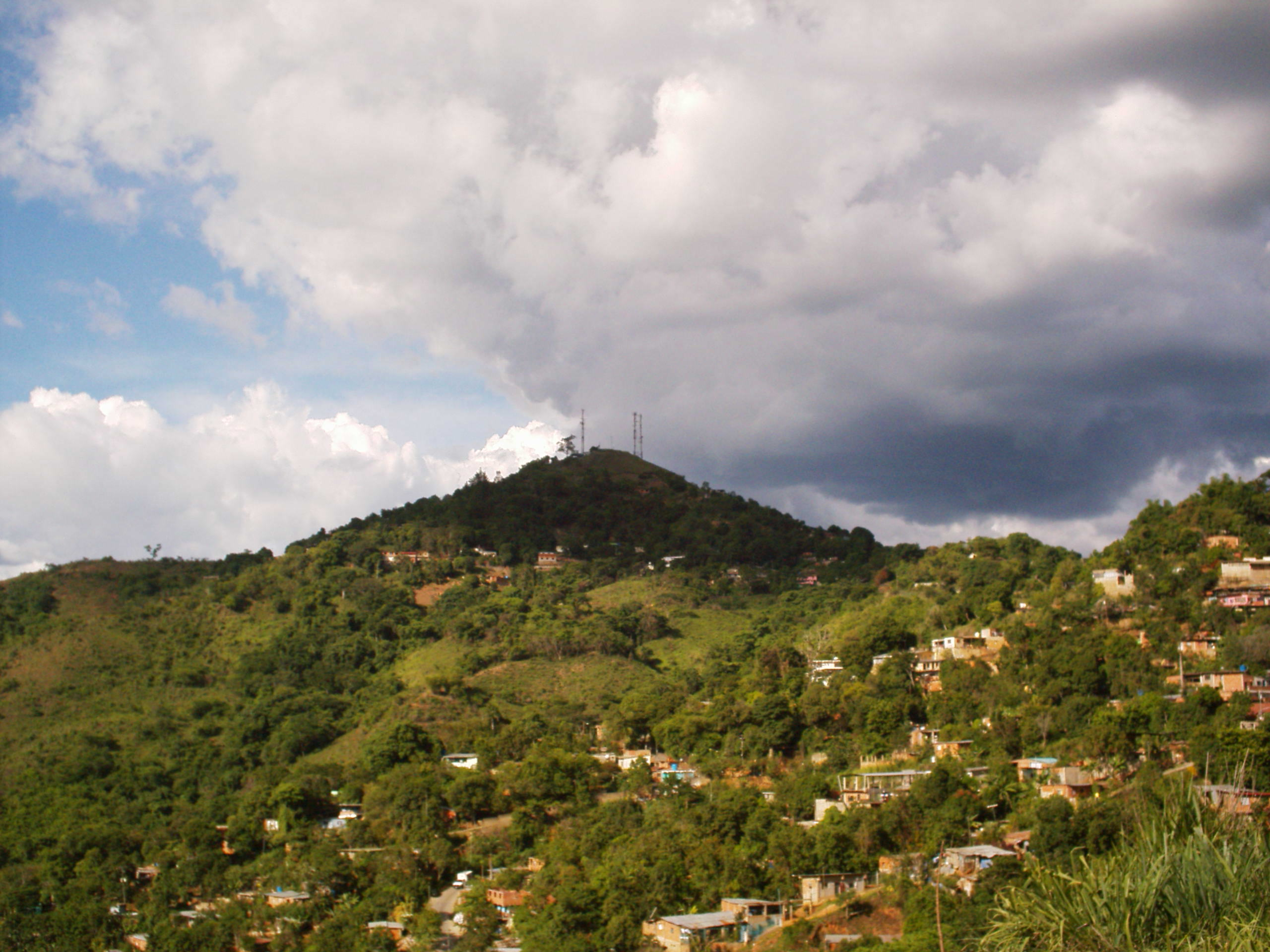
Figura 18: Vista del Topo de desde el sector en la localidad de Paracotos. Este sitio representa uno de los miradores de mejor acceso en la Parroquia.

Es cierto que los espacios con potencial turístico-recreacional aún no están habilitados, pero con la dotación de infraestructura y equipamiento de servicios en la Parroquia, se pueden generar las bases para un sólido desarrollo de la actividad turística en el área, que vincule los aspectos ecológicos y la visión sustentable en su aplicación.

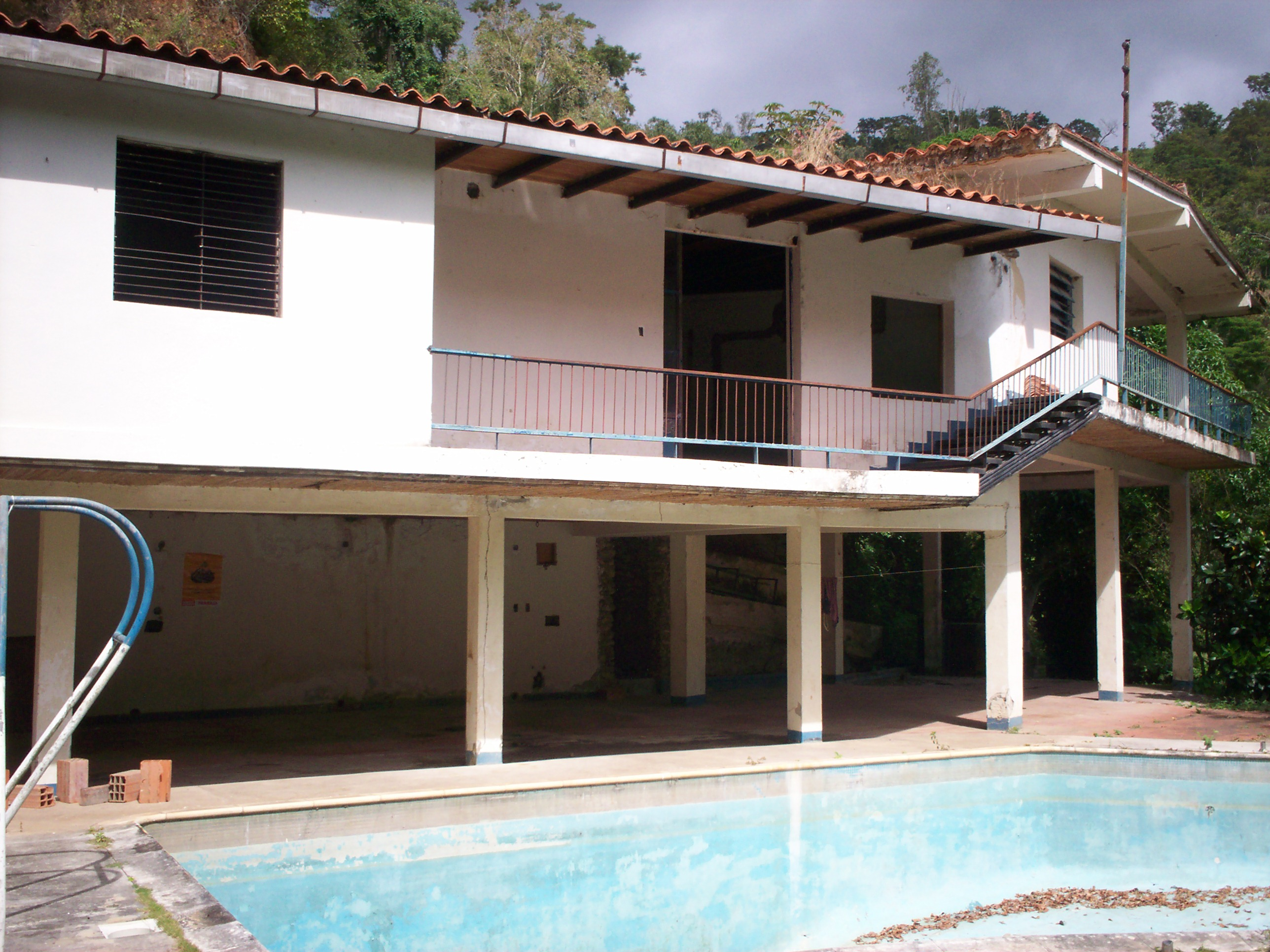
Figura 19: Instalaciones del Socioproductivo Popuere, emplazado en el valle de la quebrada Maitana.

Considerando la presencia de una población de aproximadamente cuatro millones y medio de habitantes para el Área Metropolitana de Caracas y los Valles del Tuy Medio, la parroquia Paracotos ofrece alternativas de esparcimiento y turismo basadas en paisajes de montaña, agroturismo y turismo sociocultural, lo cual justifica en gran medida la inversión en infraestructura y equipamiento para los centros poblados encargados de prestar servicios a dicha actividad y a las demandas originadas por la población visitante y residente.

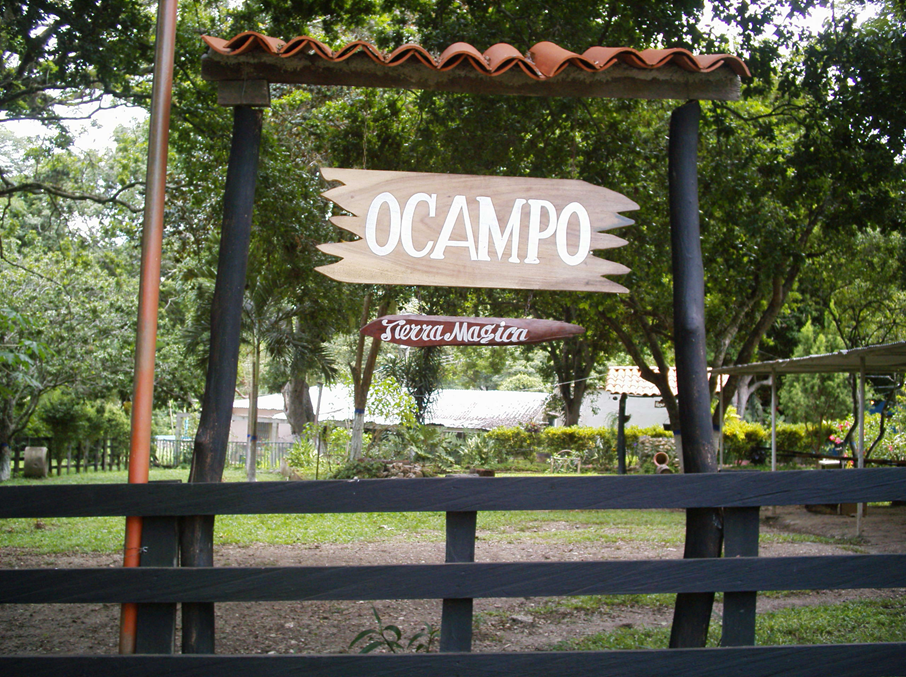
Figura 20: Hacienda Ocampo, ubicada en la carretera Paracotos-Puerta Morocha. Centro de esparcimiento y turismo de aventura de la Parroquia.

Otros aspectos que justifican la dotación de infraestructura y equipamiento de servicios en los centros poblados de , es que en el futuro el crecimiento de la población y las exigencias en cuanto a mejoramiento de la calidad de vida conducirán a mayores requerimientos en áreas de propósito recreacional, en las cercanías de los grandes centros urbano-residenciales, y estos, por no contar con suficientes espacios en su entorno inmediato (especialmente Caracas) tendrán que acudir a otras alternativas de esparcimiento ubicadas en otros espacios geográficos, y es aquí donde Paracotos se presenta como una alternativa potencial por estar en el área de influencia del gran centro de demanda (Tabla 3, Mapa 6).

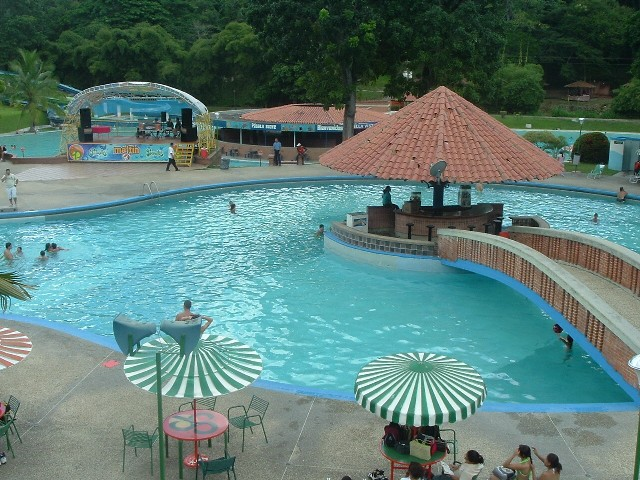
Figura 21: Vista parcial de las Instalaciones del Club Campestre Paracotos, ubicado en la carretera Local 6 (Paracotos-Palo Negro)

Al respecto, la conformación paisajística y escénica con carácter recreacional dentro de la Parroquia presenta una gran variedad de escenarios tanto naturales como culturales, que contemplan sitios de interés ecológico, científico e histórico, centros recreativos, calendario de festividades tradicionales, actividades complementarias como ferias, agroturismo, ecoturismo, deportes extremos y de aventura, producción y exposición artesanal, etc. (Figuras 19 a 31). En la Tabla 3, se realiza una breve descripción de los principales elementos con que cuenta la parroquia Paracotos, y en el mismo se visualiza el potencial de desarrollo turístico que puede llevarse a cabo en el mediano plazo, con la finalidad de orientar la diversificación de la economía y el fortalecimiento integral del desarrollo local en el largo plazo.
| ELEMENTOS                                                            | ELEMENTOS | DESCRIPCIÓN DE LOS SITIOS |
| -------------------------------------------------------------------- | --- | --- |
| NATURALES                                                            | Escénicos y paisajísticos: incluyen miradores paisajísticos y escenarios naturales de exuberante flora, fauna, caídas de agua y manantiales, en ambientes típicos de paisajes de valle y montaña. Áreas potenciales para la investigación científica de flora y fauna silvestre, contacto con la naturaleza, ciclismo de montaña, excursionismo, caminatas, actividades de retiro espiritual y convivencia social, esparcimiento y recreación al aire libre (Figuras 8 a 12, 15 y 16) | · Fila Las Comadres. Paisaje de montaña en la subcuenca Maitana (Figura 15). · Alrededores de Maitanita. Paisaje de valle y montaña en la subcuenca Maitana. · Popuere. Paisaje de valle y piedemonte en la subcuenca Maitana. · Área Guareguare-Guareguarito. Paisaje de valles y montañas en la subcuenca Maitana. · Valle y microcuenca de la quebrada Santa María. Paisaje de valle y montaña en la subcuenca Maitana (Figura 12). · Maucagua. Paisaje de montaña en la subcuenca Maitana. · Área Los Cujíes-Piedras Azules. Paisaje de valles y montañas en la subcuenca Tuy. · Fila La Magdalena. Paisaje de montaña en la subcuencas Charallave y Tuy. · Alrededores de Ocampo. Paisaje de valle y montaña en la subcuenca Maitana. · Área Taica-Hoyo de Las Nieves. Paisaje de valles y montañas en la subcuenca Tuy. · Área Taica-Tutunguare. Paisaje de valles y montañas en la subcuenca Charallave. · Área Hacienda Mueque-Curaizama. Paisaje de valles y montañas en la subcuenca Charallave. Cuenca media y baja de la quebrada Mesia. Paisaje de valles y montañas en la subcuenca Charallave. |
| MIXTOS                                                               | Sitios con instalaciones y equipamiento turístico con opciones para pernota | · Campamento El Tamao, ofrece actividades de recreación, esparcimiento, educativas y de intercambio cultural. Paisaje de valle y piedemonte en la subcuenca Maitana (Figura 19). · Campamento Vacacional La Churuata, ofrece recreación y esparcimiento al aire libre y en sus propias instalaciones. Paisaje de montaña. · El Dorado Country Club, ofrece recreación y esparcimiento al aire libre y en sus propias instalaciones. Paisaje de valle en la subcuenca Maitana. · Hacienda Mueque, ofrece recreación y esparcimiento al aire libre y en sus propias instalaciones. Paisaje de montaña en la subcuenca Charallave. · Rancho de Helen, ofrece cabalgatas y excursionismo de montaña. Paisaje de montaña en la subcuenca Maitana. · Hacienda Ocampo, ofrece cabalgatas y excursionismo de montaña. Paisaje de valle y de piedemonte en la subcuenca Maitana (Figura 20). · Finca Las Tapias, ofrece excursionismo y paseos de montaña. Paisaje de montaña en la subcuenca Maitana. · Hacienda Curaizama, ofrece excursionismo y paseos de montaña. Paisaje de montaña en la subcuenca Charallave. · Club Campestre Paracotos, ofrece actividades de recreación, esparcimiento, educativas y de intercambio cultural. Paisaje de valle y montaña en la subcuenca Maitana (Figuras 21 y 28). |
| CULTURALES                                                           | Paisajes agrícolas: presentan potencial para la práctica de un turismo agroecológico y de intercambio cultural (Figuras 48, 50 y 51) | · Área Guareguare-Guareguarito, área de importancia agrícola, vegetal especialmente, por los niveles de producción y la organización de los agricultores de la zona. Esta área depende desde el punto de vista funcional de la parroquia Cecilio Acosta. Paisaje de valles y montañas en la subcuenca Maitana (Figura 48). · Planicie aluvial y piedemonte en el entorno de la quebrada Maitana, área de cierta importancia agrícola vegetal y animal, con potencial subaprovechado para la producción. · Valle y vertientes en la quebrada Popuere, se observan pequeñas zonas de cultivos, pero en general el potencial es subaprovechado. Paisaje de valles y montañas en la subcuenca Maitana. · Otras áreas en las subcuencas Tuy y Charallave se observan en laderas y pequeños valles al Sur y Este de Taica, entre Tutunguare y Mesia, y hacia la zona de Sacua en los límites con el municipio Cristóbal Rojas (Mapas 3, 5 y 6). |
| CULTURALES                                                           | Arquitectónicos e Históricos | · Casco Histórico de la localidad de Paracotos, en la Calle Coto. Muestra una arquitectura propia de finales del siglo XIX y principio del siglo XX. · Localidad de Taica, conserva muchas estructuras antiguas, además de conservar casi invariable sus tradiciones populares y costumbres. Se percibe un fuerte arraigo e identidad de los habitantes por su espacio geográfico de convivencia (Figura 69). · Iglesia San Juan Evangelista en la localidad de Paracotos, monumento histórico de la Parroquia (Figuras 66 y 67). |
| CULTURALES                                                           | Tradiciones, Festividades y Folklore | · Ver Tabla 11, Figuras 24, 25, 26, 27, 29, 30 y 31. |
| CULTURALES                                                           | Científicos | · Centro de Investigación Ofidiológica de la Facultad de Farmacia-UCV. Ubicación: subcuenca Maitana (Figura 17). |
| CULTURALES                                                           | Centros deportivos y de recreación sociocultural y religioso (Figuras 66 a 69) | · Crossodromo Internacional de Paracotos. Ubicación: subcuenca Maitana. · Manga de Coleo Luis López Pacheco de la localidad de Paracotos y otros centros similares en la Parroquia (Figuras 22 y 23). · Polideportivo Jerónimo Rodríguez de la localidad de Paracotos y otras instalaciones deportivas en la Parroquia. · Centro Ecuestre L´etrier, para prácticas de equitación, saltos ecuestres y cabalgatas de montaña. Ubicado en la localidad de Paracotos. · Centros deportivos tradicionales: Galleras (Paracotos, Palo Negro y Taica) y canchas de bolas criollas (en la mayoría de los centros poblados de la Parroquia). · Centros sociales: Club Social del Colegio de Contadores Públicos del Estado Miranda (Parques del Sur), Club La Enea (Paracotos), Club Gallístico Paracotos (Paracotos), Club Vallapal (Paracotos). · Centros culturales y de culto religioso: Iglesia San Juan Evangelista y Nuestra Señora de Las Mercedes (Paracotos), Iglesia Cristo rey (Taica), Iglesia Nuestra Señora de Guadalupe (Palo Negro) y Casa de la Cultura de Paracotos (Figuras 66 a 69). |
| Fuente: Elaboración propia con base en levantamiento de campo, 2006. | | |

Potencial para el Desarrollo Turístico de Paracotos
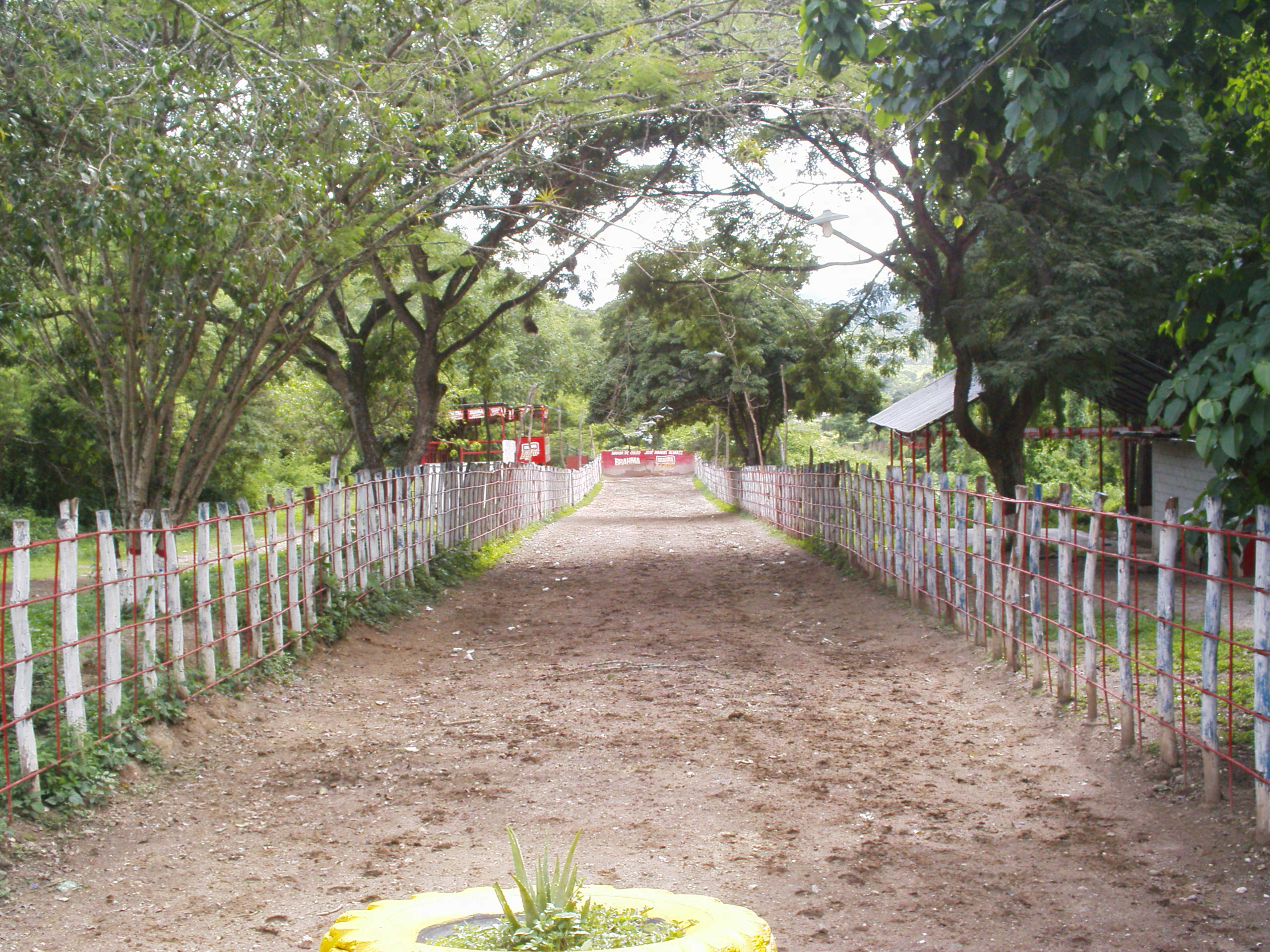
Figura 22: Instalaciones de la Manga de Coleo José Manuel Álvarez, localidad de Palo Negro
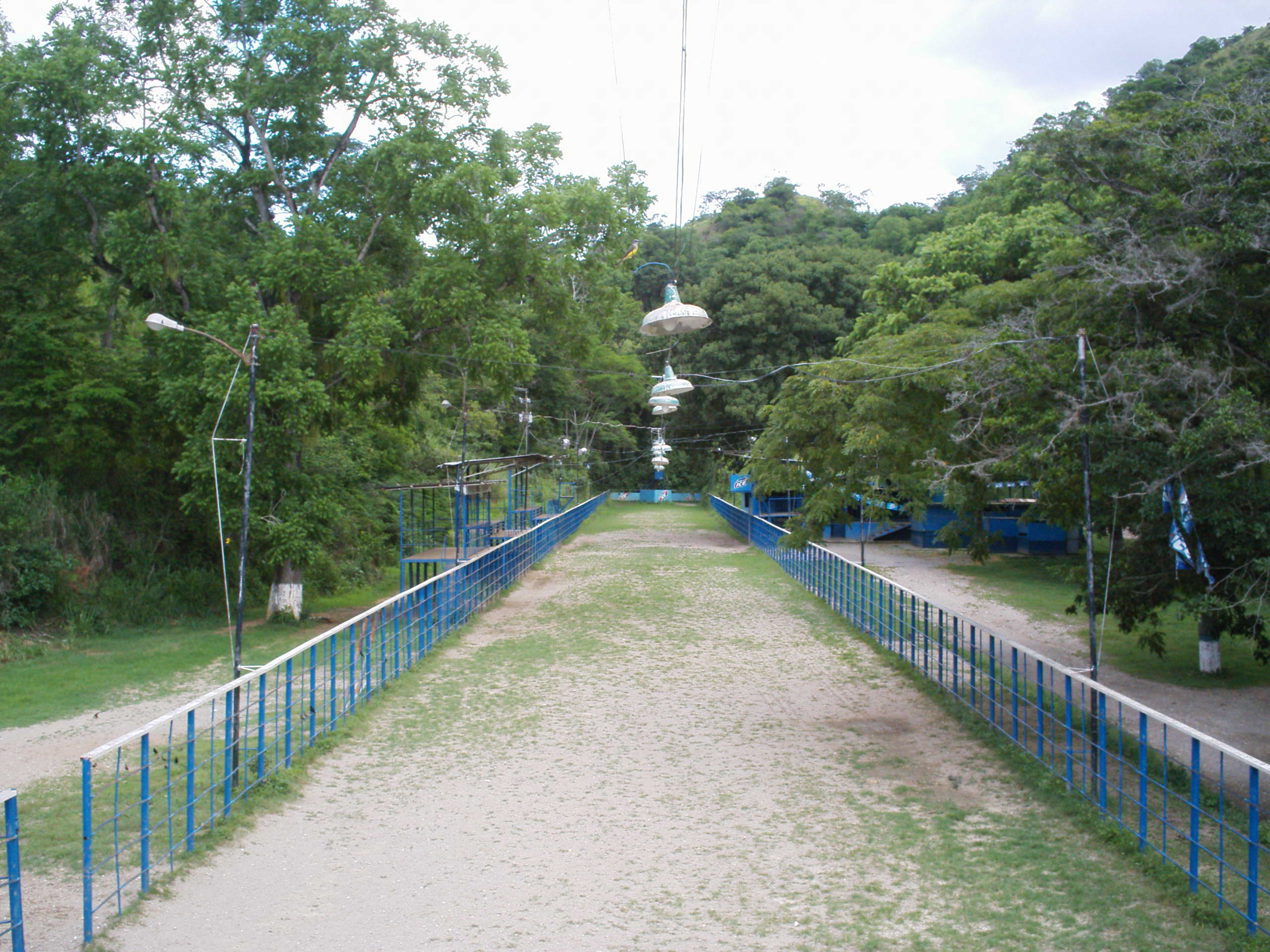
Figura 23: Instalaciones Manga de Coleo Luis López Pacheco, localidad de Paracotos
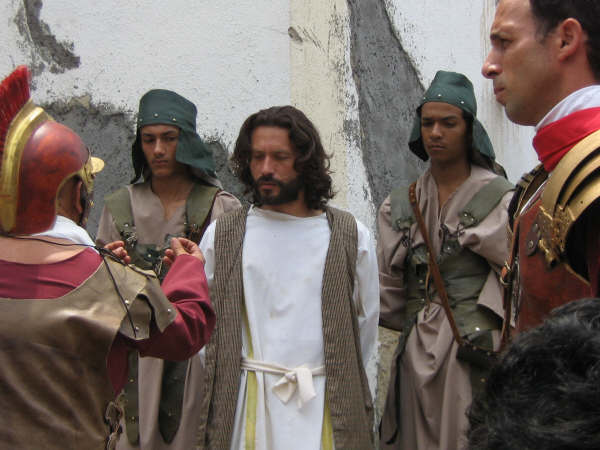
Figuras 24 y 25: Momentos estelares del Vía Crucis Viviente de Paracotos, Semana Santa 2006. Esta actividad artístico-religiosa es considerada por los pobladores locales como uno de sus más importantes patrimonios culturales y de identidad territorial con la que cuentan, por su alto grado de realismo en la interpretación y ambientación de las escenas
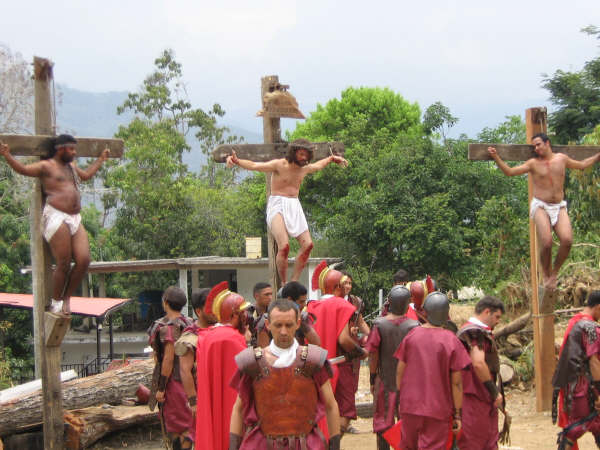
Figura 25
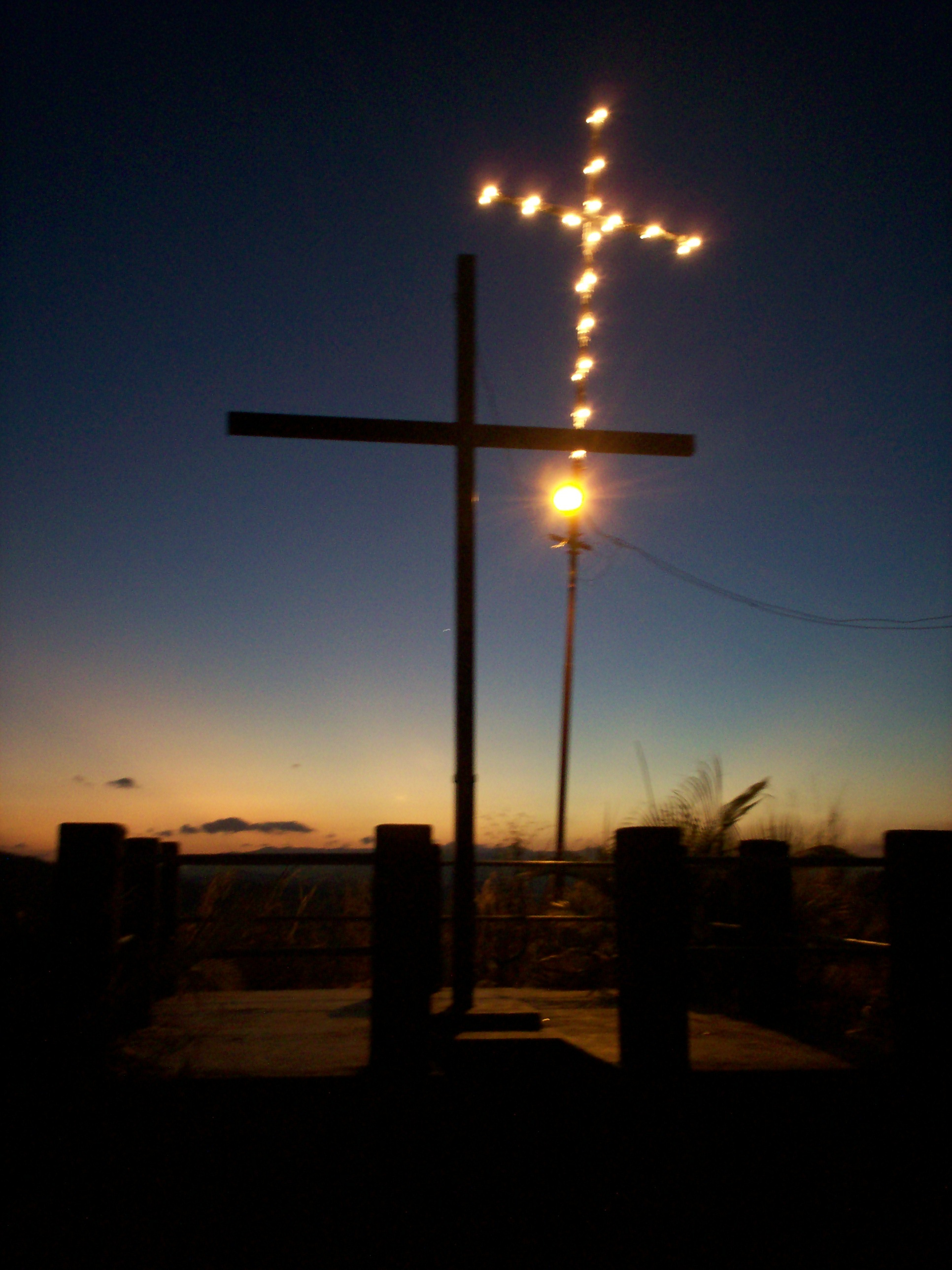
Figura 26: Atardecer en el Topo de La Cruz, sitio de celebración de las festividades religiosas de la Cruz de Mayo
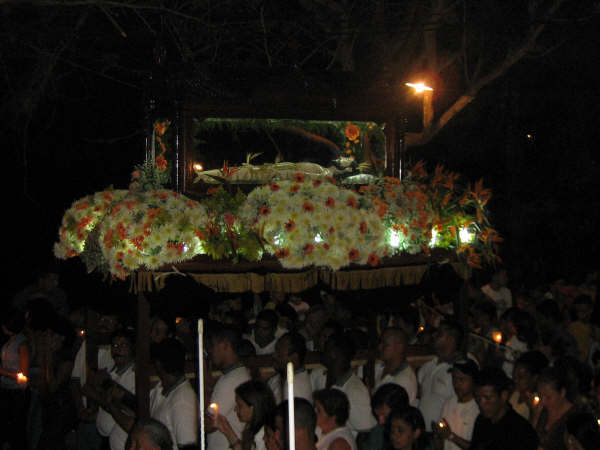
Figura 27: Procesión del Santo Entierro en las calles del casco central de la localidad de Paracotos, Semana Santa 2006. Esta actividad representa una de las muchas tradiciones Católicas, que se practican en la Parroquia.
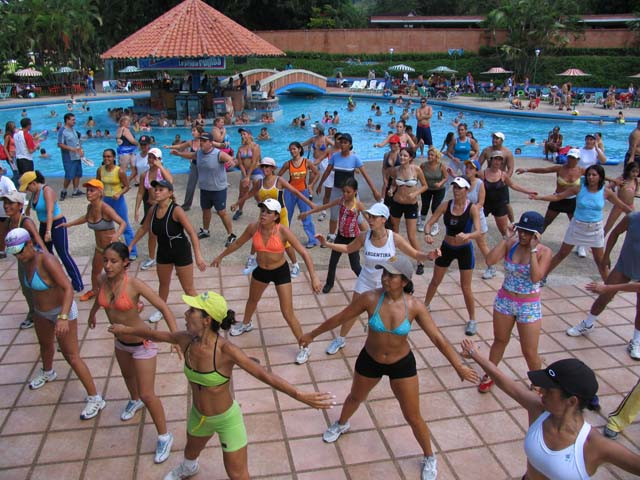
Figura 28: Actividades Recreativas en las instalaciones del Club Campestre Paracotos
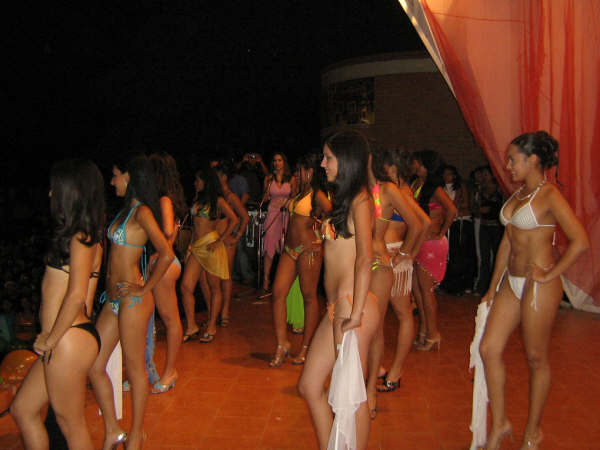
Figura 29: Aspecto general de la Elección de la Reina del Carnaval, Club Campestre Paracotos. Carnavales Turísticos Paracotos 2006.
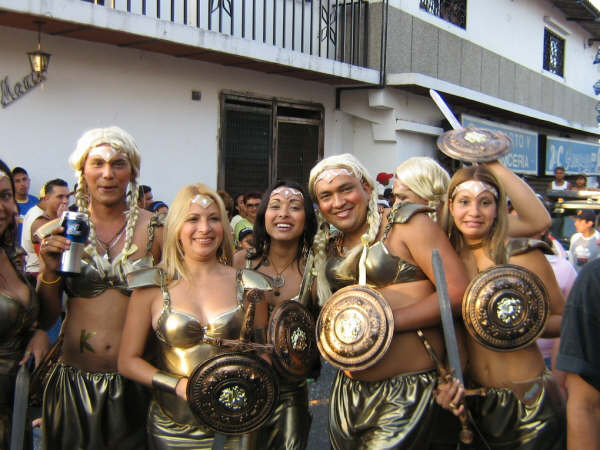
Figura 30: La creatividad de la población local se manifiesta en los disfraces que llenan de colorido las celebraciones. Carnavales Turísticos Paracotos 2006.
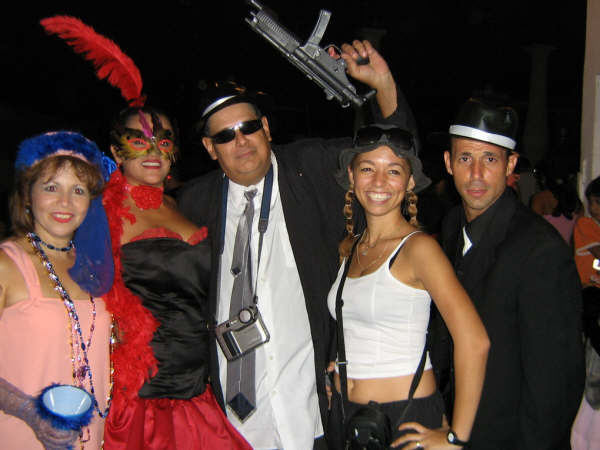
Figura 31: Los vecinos de las diversas comunidades de la Parroquia se unen durante estas celebraciones de los carnavales turísticos, para expresar algunos aspectos de su idiosincrasia.

Hasta aquí, queda comprobado el potencial turístico de la Parroquia, pero qué opina la población residente al respecto. De acuerdo a los resultados de una encuesta aplicada a 200 personas en distintos puntos de la Parroquia durante el año 1999, el 92 por ciento de los encuestados considera que “en Paracotos se pueden explotar atractivos turísticos”, y entre éstos, los más resaltantes incluyen “los clubes (29%), mangas de coleo (24%), naturaleza (18%), carnavales (9%), actividades ecuestres (7%), galleras (6%), tradiciones y cultura (5%) y fiestas religiosas (2%)” (Figuras 19 a 31).
Tal como se desprende, la vocación turística de la Parroquia, de acuerdo a la apreciación de la población local, es hacia las actividades que involucran las tradiciones locales con las condiciones del medio. Así, los habitantes consideran a los centros turísticos (clubes y otras instalaciones) emplazados en varios lugares de la geografía local, como los principales mecanismos para aprovechar los atractivos del lugar, y que ellos (la comunidad local) están dispuestos a dedicarse a la actividad turística (82%) de implementarse con mayor fuerza la actividad en la Parroquia, señalando que los requerimientos principales para explotar el potencial turístico local vinculan necesariamente la “participación de las comunidades (26%), inversión (15%), alojamiento (13%), organización (12%), servicios públicos (12%), capacitación (11%), autonomía (6%) y publicidad (5%)”
Asimismo, los encuestados resaltan las condiciones desfavorables de implementarse masivamente la actividad turística en la Parroquia, señalando que con su ejecución se promueve la destrucción del medio natural (20%), delincuencia, inseguridad y corrupción (15%) y la sobrepoblación (9%). En contraste señalan que entre las ventajas de su desarrollo, mejoraría el ingreso familiar (39%), el desarrollo local (21%), las fuentes de empleo, la autonomía y la autogestión (23%) y un mayor conocimiento de la población sobre las realidades de su entorno (17%).